# 松阪市
松阪市（まつさかし、伊勢弁:まっつぁか、まっさか）は、三重県の中勢地域に位置する市。県内における面積は2位、人口は4位。（2024年現在。）日経による「共働き子育てしやすい街ランキング」は県内1位。現在の漢字表記は松「坂」ではなく松「阪」であり、読み方も「まつざか」ではなく「まつさか」である。

## 概要
東は伊勢湾、西は台高山脈と高見山地、北には雲出川、南には櫛田川が流れる。紀勢本線や近鉄大阪線・山田線沿線を後背地に持つ三重県の経済拠点の一つ。
現代は世界ブランド「松阪牛」の生産で知られるとともに、多くの日本経済界等の英傑達のルーツとなっている地域。「織物の神様」がいる地や「きものの聖地」と呼ばれることもある。
江戸時代から明治維新までの約250年間は紀州徳川家の紀州藩領地の一つとして繁栄。後の三井財閥となる三井家をはじめ、江戸・大坂・京都などでも活躍した松坂商人（伊勢商人）を多数輩出した商業町であった。伊勢参宮街道沿い、旧松坂城下町を中心に、全国から訪れる伊勢神宮参拝旅行者の需要を取り込むことで大きく発展。
より遡った平安時代においては、飯野郡（現在の松阪市東南部、櫛田川下流周辺地域に相当）が伊勢神宮の神郡であった。近隣の多気郡および度会郡と合わせて「神三郡」または「三箇神郡」(『延喜式太神宮』)とされ、神宮の経済的基盤となっていった。（鎌倉時代初期に、飯高郡も神郡に加入。）
はるか昔から伊勢神宮に鎮座する天照大御神のお召物（めしもの）である「神御衣（かんみそ）」を織ってきた地域である。その伝統技術と綿栽培業や藍染技術を融合させた「松坂木綿」を使った呉服等のアパレル商品展開こそが、後の江戸時代に松坂商人が成功した要因にもなった。藍染め生地の衣類は江戸の町人に広く愛用されたが、藍染が生み出した「ジャパン・ブルー」の色は、現代では日本を象徴する色の一つとして受け継がれている。

## 地理

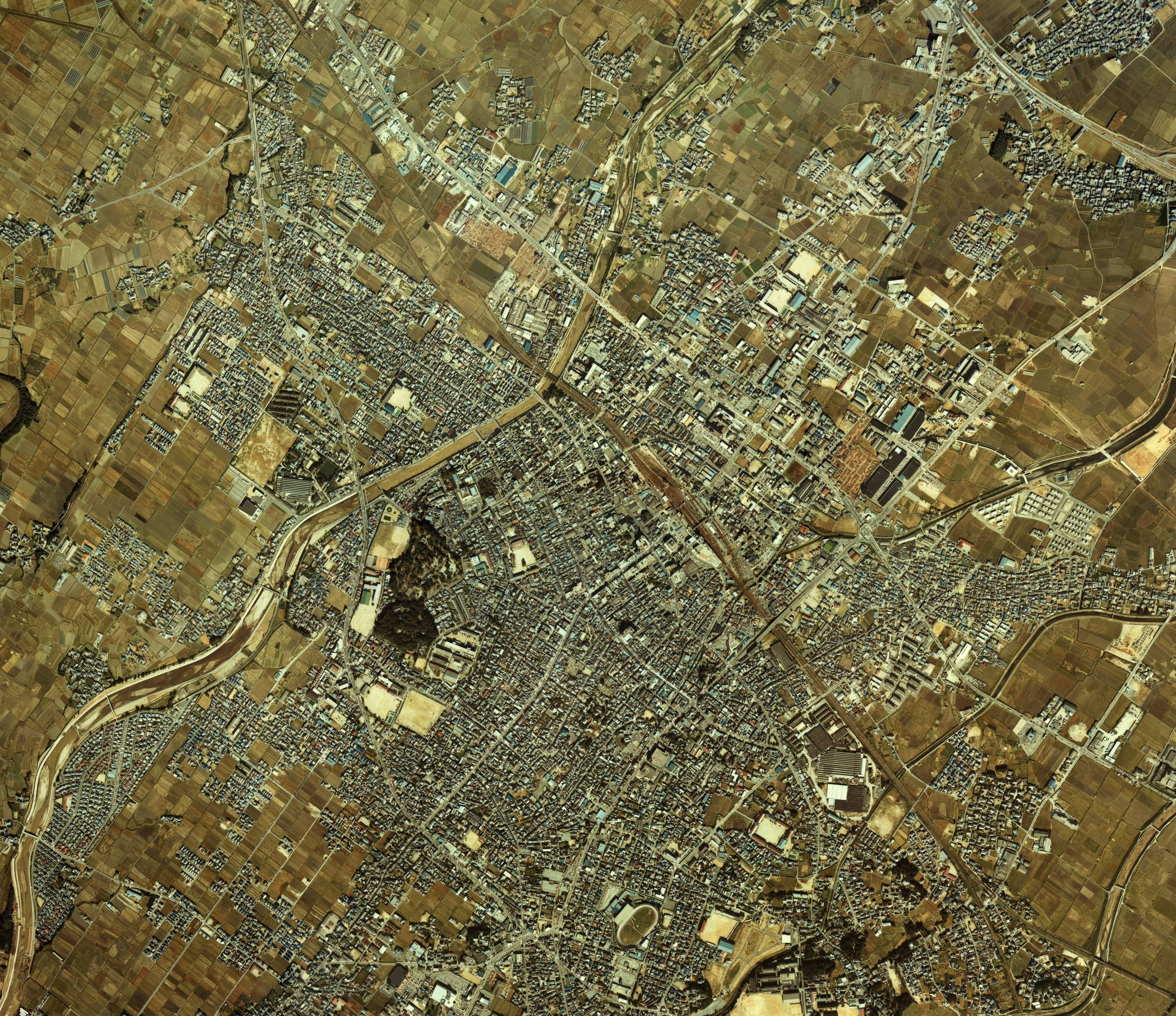
松阪市中心部周辺の空中写真。1983年撮影の6枚を合成作成。。

- 三重県中部にあって伊勢湾に面する旧・松阪市域から、奈良県に接する内陸部の旧・飯高町域まで、松阪市の市域は広大である。津市に次いで三重県で2番目に面積が広い。南西部は台高山脈などの山地が連なり、北東部には伊勢平野が広がる。

### 自然
- 山 ： 堀坂山、観音岳、白猪山、高見山、鉢ヶ峰、西山、高洲ノ峰、烏岳、局ヶ岳、三条山、迷岳、白倉山、江股の頭、池木屋山、赤倉山、国見山、三峰山、大明神山、桧塚奥峰、神山
- 河川 ： 阪内川、金剛川、櫛田川、雲出川
- 湖沼 ： 新池、八重田池、四郷池、なめり湖、高束池
- 断層 ： 月出の中央構造線

### 気候
| 粥見（1991年 - 2020年）の気候      | 粥見（1991年 - 2020年）の気候 | 粥見（1991年 - 2020年）の気候 | 粥見（1991年 - 2020年）の気候 | 粥見（1991年 - 2020年）の気候 | 粥見（1991年 - 2020年）の気候 | 粥見（1991年 - 2020年）の気候 | 粥見（1991年 - 2020年）の気候 | 粥見（1991年 - 2020年）の気候 | 粥見（1991年 - 2020年）の気候 | 粥見（1991年 - 2020年）の気候 | 粥見（1991年 - 2020年）の気候 | 粥見（1991年 - 2020年）の気候 | 粥見（1991年 - 2020年）の気候 |
| 月                                 | 1月                           | 2月                           | 3月                           | 4月                           | 5月                           | 6月                           | 7月                           | 8月                           | 9月                           | 10月                          | 11月                          | 12月                          | 年                            |
| ---------------------------------- | ----------------------------- | ----------------------------- | ----------------------------- | ----------------------------- | ----------------------------- | ----------------------------- | ----------------------------- | ----------------------------- | ----------------------------- | ----------------------------- | ----------------------------- | ----------------------------- | ----------------------------- |
| 最高気温記録 °C （°F）             | 19.4 (66.9)                   | 22.7 (72.9)                   | 26.5 (79.7)                   | 31.4 (88.5)                   | 34.5 (94.1)                   | 36.3 (97.3)                   | 39.7 (103.5)                  | 38.9 (102)                    | 37.3 (99.1)                   | 32.5 (90.5)                   | 27.3 (81.1)                   | 24.8 (76.6)                   | 39.7 (103.5)                  |
| 平均最高気温 °C （°F）             | 9.4 (48.9)                    | 10.4 (50.7)                   | 14.1 (57.4)                   | 19.6 (67.3)                   | 24.0 (75.2)                   | 26.7 (80.1)                   | 30.8 (87.4)                   | 31.9 (89.4)                   | 28.0 (82.4)                   | 22.4 (72.3)                   | 17.1 (62.8)                   | 11.9 (53.4)                   | 20.5 (68.9)                   |
| 日平均気温 °C （°F）               | 4.2 (39.6)                    | 4.7 (40.5)                    | 8.0 (46.4)                    | 13.0 (55.4)                   | 17.8 (64)                     | 21.4 (70.5)                   | 25.4 (77.7)                   | 26.1 (79)                     | 22.7 (72.9)                   | 17.0 (62.6)                   | 11.2 (52.2)                   | 6.2 (43.2)                    | 14.8 (58.6)                   |
| 平均最低気温 °C （°F）             | −0.5 (31.1)                   | −0.3 (31.5)                   | 2.3 (36.1)                    | 6.8 (44.2)                    | 12.2 (54)                     | 17.1 (62.8)                   | 21.3 (70.3)                   | 21.9 (71.4)                   | 18.6 (65.5)                   | 12.4 (54.3)                   | 6.0 (42.8)                    | 1.2 (34.2)                    | 9.9 (49.8)                    |
| 最低気温記録 °C （°F）             | −7.2 (19)                     | −6.9 (19.6)                   | −5.8 (21.6)                   | −3.0 (26.6)                   | 2.1 (35.8)                    | 7.2 (45)                      | 13.8 (56.8)                   | 13.6 (56.5)                   | 8.8 (47.8)                    | 1.0 (33.8)                    | −3.0 (26.6)                   | −6.1 (21)                     | −7.2 (19)                     |
| 降水量 mm （inch）                 | 56.1 (2.209)                  | 63.0 (2.48)                   | 115.5 (4.547)                 | 143.3 (5.642)                 | 188.4 (7.417)                 | 231.3 (9.106)                 | 247.0 (9.724)                 | 272.3 (10.72)                 | 400.7 (15.776)                | 255.4 (10.055)                | 95.9 (3.776)                  | 61.6 (2.425)                  | 2,157.8 (84.953)              |
| 平均降水日数 （≥1.0 mm）           | 6.5                           | 7.3                           | 10.7                          | 10.0                          | 10.7                          | 13.7                          | 13.1                          | 11.4                          | 12.8                          | 10.7                          | 6.9                           | 6.7                           | 120.9                         |
| 平均月間日照時間                   | 153.3                         | 139.1                         | 172.2                         | 182.8                         | 185.8                         | 124.5                         | 152.2                         | 184.6                         | 138.2                         | 144.2                         | 146.2                         | 151.8                         | 1,875                         |
| 出典1：Japan Meteorological Agency |                               |                               |                               |                               |                               |                               |                               |                               |                               |                               |                               |                               |                               |
| 出典2：気象庁                      |                               |                               |                               |                               |                               |                               |                               |                               |                               |                               |                               |                               |                               |

### 隣接している自治体
- 三重県
  - 津市 - 県庁所在地
  - 多気郡
    - 明和町 - 伊勢神宮と関わりの深い、斎宮跡がある
    - 多気町 - 大型商業リゾートVISON［ヴィソン］がある
    - 大台町
- 奈良県
  - 吉野郡
    - 東吉野村
    - 川上村

  - 宇陀郡
    - 御杖村

### 主要都市からのアクセス
周辺主要都市から松阪へのアクセスについて、公共交通機関を使った場合の所要時間はおおよそ以下の通り。見方を変えれば、名古屋と大阪にアクセスしやすい立地にあると言える。
- 名古屋から松阪・・・約70分（近鉄特急を利用する場合）
- 大阪難波から松阪・・・約90分（近鉄特急を利用する場合）
- 京都から松阪・・・約135分（近鉄急行と大和八木乗り換えの近鉄特急を利用する場合）
- 東京から松阪・・・約180分（東海道新幹線のぞみで名古屋に行き、近鉄特急で乗り換える場合）

## 歴史
|  |  |  |
|  |  |  |
|  |  |  |

### 元伊勢の伝説
- 皇祖神である天照大御神が現在の伊勢神宮の地に鎮座する以前、一時的に祀られたという伝承を持つ神社・場所、いわゆる「元伊勢」に挙げられる神社・場所が現在の松阪市域内に存在する。
- 『日本書紀』、『皇太神宮儀式帳』、『倭姫命世記』などによると、第10代崇神天皇の皇女である豊鋤入姫命に始まり、継いで第11代垂仁天皇の第四皇女・倭姫命が理想の鎮座地を求め各地を転々とし、最終的に現在地に天照大御神が遷座することになったとされる。
- 各書物では元伊勢の地として飯野高宮が挙げられており、かつて飯野郡から現代に残る神山神社、牛庭神社、花岡神社などが伝承地(候補地)となっている。
- なお、『倭姫命世記』では以下の記述もある。
  - 飯高県造（あがたのみやつこ）の祖である豪族・乙加豆知命（おとかづちのみこと）が自身の納める国の名を問われ、飯高国と答えたこと
  - 天照大御神が飯野高宮に留まった際に服織社があったこと、現在の伊勢神宮の地への鎮座時に近くに機殿（宇治の機殿）を建てたこと

### 蒲生氏郷による松坂開府前の歴史
- 470年（雄略天皇1年） - 大陸から機織り技術伝来。「漢機」（あやはとり）、「呉織」（くれはとり）が現在の松阪市東部一帯（後の飯野郡や現在の機殿地区あたりか？）に定住。（参考文献：『日本書紀』）
- 645年〜654年頃（孝徳天皇在位期間）- 飯高県造の支配領域も含めて、伊勢国が成立。
- 664年（天智天皇3年）
  - - 伊勢神宮の神郡であった伊勢国多気郡から4郷が分離し、公領として飯野郡（現在の櫛田川下流周辺地域に相当）が誕生。
  - - 飯野郡流田郷服村（現在の松阪市大垣内町あたりとされる）にて、神麻続機殿と神服織機殿を合わせて一殿として再建。（参考：『神宮雑例集』。なお、流田郷は飯野郡誕生前は多気郡にあったと想定される。）
- 7世紀末頃 - 天武天皇により授けられた「連」（むらじ）の「姓」（かばね）により、「漢機」が「服連」、「呉織」が「麻続連」となり、伊勢神宮への織物の献納が義務化。
- 742年（天平14年）- 飯高郡出身の采女(うねめ)である笠目（後の飯高諸高）の親族筋の県造等に対し、朝廷に服属した有力豪族を示す「君」（きみ）の「姓」（かばね）が授けられる。
- 889年（仁和5年）- 宇多天皇により、飯野郡が一代限りで伊勢神宮に再寄進された。
- 897年（寛平9年）- 醍醐天皇により、飯野郡が永遠に神郡に復帰することとなった。度会郡、多気郡とともに神宮の支配が強い「神三郡」または「道後三郡」と呼ばれた。
- 1006年（寛弘3年）- 桓武平氏であり伊勢平氏の祖でもある平維衡が伊勢国司（伊勢守）となる。平維衡は平清盛の直系先祖。飯高郡・飯野郡も平維衡の統治範囲だったと想定される。（ただし、藤原道長により僅か2ヶ月で解任。）
- 1079年（承暦3年）- 神麻続機殿が飯野郡井出郷（現在の松阪市井口中町）に遷される。
- 1185年（寿永4年）- 壇ノ浦の戦いで源氏が勝利し、平家(平清盛一門)が滅亡。
- 1185年（文治1年）- 飯高郡が伊勢神宮の神郡に加入。
- 1222年（貞応1年）- 飯高郡における伊勢神宮領である勾御厨（まがりのみくりや）が、伊勢国守護職となった北条時房に与えられる。なお、時房は鎌倉幕府2代執権・北条義時の弟。（参考文献：『吾妻鏡』）
- 1338年（建武5年）- 南朝の重臣であった北畠親房の三男・北畠顕能が伊勢国司となり、飯高郡と飯野郡を含む伊勢国における雲出川以南の南伊勢地域を掌握。
- 1567年（永禄10年）- 織田信長の侵攻に備え、北畠具教が飯高郡細首に細首城を築城。
- 1569年（永禄12年）- 織田信長軍の木下藤吉郎らによって阿坂城が落城。次いでの大河内城の戦い後、織田信長の次男・織田信雄が北畠具房の養子となる。（信長による具教との和睦策とされる。）
- 1576年（天正4年）- 織田信長により、具教等北畠一門滅亡。
- 1577年（天正5年）- 生き延びていた北畠具親が飯高郡森城で挙兵するも、織田信雄によって鎮圧・落城。
- 1580年（天正8年） - 織田信雄が細首城を改築し、松ヶ島城として築城。火事で消失した度会郡田丸城から松ヶ島城に遷った。
- 1582年（天正10年）- 本能寺の変により織田信長死亡。北畠具親が伊勢五箇篠山で再挙するも、再び織田信雄軍に敗北。
- 1584年（天正12年）- 羽柴秀吉と織田信雄が対立。羽柴秀吉の命で蒲生氏郷が松ヶ島城入城。北畠具親は蒲生氏客臣となる。

### 蒲生氏郷による松坂開府後の歴史
- 1585年（天正13年）- 蒲生氏郷が飯高郡矢川庄「四五百の森」（よいほのもり）における松坂城の築城、および松ヶ島城の解体を開始。
- 1586年（天正14年）- 北畠具親が病没。
- 1588年（天正16年） - 蒲生氏郷が松坂城築城を終え、入城。築城された四五百の森がある矢川庄周辺を「松坂」と名付ける。
- 1590年（天正18年）- 蒲生氏郷が陸奥国会津に国替え。
- 1591年（天正19年）- 服部一忠が松坂城主となる。
- 1598年（慶長3年） - 豊臣秀吉が病死。
- 1600年（慶長5年） - 古田重勝が松坂藩を立藩し、初代藩主となる。
- 1603年（慶長8年） - 徳川家康が江戸幕府を開く。
- 1619年（元和5年） - 二代目藩主の古田重治が石見国浜田城に転封となり、松坂藩は廃藩。徳川家康の十男・徳川頼宣が紀州藩初代藩主となるとともに、松坂は近隣の田丸と白子とともに紀州藩の領地（飛び領地）になる。松坂城は松坂代官が預かることとなる。なお、徳川頼宣は徳川御三家の一つ、紀州徳川家の祖。これ以降、明治維新までの約250年間の松坂は紀州徳川家の管理下に置かれることとなった。
- 1631年（寛永8年）- 角屋七郎兵衛が安南（現在のベトナム）に渡航。（のちに、松坂木綿の縞柄デザインのルーツとなる柳条布（りゅうじょうふ）をもたらす。）
- 1635年（寛永12年）- 藤堂高吉が江戸幕府から飯野郡・多気郡内2万石の所領を与えられる。（翌年、伊賀国名張に移封。）
- 1673年（延宝1年）- 三井高利が江戸日本橋本町一丁目に呉服屋「三井越後屋呉服店」を開店。
- 1683年（天和3年）- 三井高利が江戸日本橋駿河町に「越後屋三井両替店」を開店。（呉服店は前年に同・駿河町に移転。）
- 1796年（寛政8年）- 本居宣長が『源氏物語』の注釈書『源氏物語玉の小櫛』を完成。作品の本質は「もののあわれ」と説く。
- 1798年（寛政10年）- 本居宣長が『古事記』全44巻の註釈書『古事記伝』を完成。
- 1863年（文久3年） - 松坂城の警護にあたる徳川ゆかりの紀州藩士の住居として、御城番長屋が建てられる。

### 明治時代以降の歴史
- 1871年（明治4年） - 廃藩置県により度会県に属すことに。（廃藩置県直後は一時的に和歌山県の飛び地。）松坂城は廃城。
- 1876年（明治9年） - 度会県が旧・三重県（安濃津県）と合併し、三重県が誕生。飯野郡魚見村（現在の松阪市魚見町）などの農民による伊勢暴動が発生[6]。
- 1877年（明治10年）- 松坂城二の丸の徳川陣屋が火事で焼失。（徳川陣屋は紀州藩主が松坂城に赴いた際の居館。）
- 1889年（明治22年）- 市制・町村制の施行によって飯高郡松阪町が誕生。（「松坂」から「松阪」になる。）
- 1893年（明治26年）- 3月26日 - 明治の松阪大火。中町から愛宕町一帯で1,318戸罹災。
- 1893年（明治26年） - 参宮鉄道（現在の紀勢本線）松阪駅開業。
- 1911年（明治44年） - 飯南郡図書館（現・松阪市立歴史民俗資料館）が開館。
- 1912年（大正元年）8月17日 - 松阪軽便鉄道（のちの松阪電気鉄道、松阪 - 大石間）開業。
- 1930年（昭和5年）3月27日 - 参宮急行電鉄（現在の近鉄山田線）松阪駅開業。
- 1930年（昭和5年） 4月1日 - 伊勢電気鉄道（津新地 - 新松阪間）開業。12月25日に新松阪 - 大神宮前間開業。
- 1933年（昭和8年）2月1日 - 市制の施行によって松阪市が誕生。
- 1945年（昭和20年） 2月4日 - 米軍のB29により久保町周辺が空襲を受ける。死者8名。
- 1950年（昭和25年）5月23日 - 松阪競輪場竣工
- 1951年（昭和26年）
  - 11月22日 - 昭和天皇の戦後巡幸。市営グラウンド[7] が奉迎場となる。
  - 12月16日 - 昭和の松阪大火。午後10時30頃、第二小学校の講堂付近より出火[8]。平生町、愛宕町周辺を中心に約700戸焼失。
- 1953年（昭和28年） - 外櫛田橋 - 宇治山田市外度会橋までの道路（＝参宮有料道路）が日本初の有料道路となる[9]。
- 1956年（昭和31年）10月15日 - 六軒事故が発生。
- 1961年（昭和36年）1月22日 - 伊勢電気鉄道（江戸橋 - 新松阪）廃止。廃線跡は近鉄道路となっている。
- 1964年（昭和39年）12月14日 - 松阪電気鉄道（松阪 - 大石間）廃止。
- 1969年（昭和44年）10月6日 - 現在の市役所本庁舎落成。
- 1970年（昭和45年）11月5日 - 本居宣長記念館落成開館。
- 1975年（昭和50年） - 国道23号南勢バイパス開通。
- 1976年（昭和50年）6月20日 - 駅前通り拡幅事業のうち、新町 - 黒田町間完成。
- 1980年（昭和55年） - 駅前商店街（呼称:ベルタウン）の近代化事業が完成。
- 1981年（昭和56年） 3月1日 - 駅前通り拡幅事業が全街区で完成。
- 1982年（昭和57年） - 松阪大学（現・三重中京大学）開学。川井町に市民文化会館を新築移転。
- 1982年（昭和57年） 8月1日 - 台風10号により被害を受ける。死者9人。
- 1987年（昭和62年）6月12日 - 川井町に新図書館竣工。
- 1988年（昭和63年） 2月1日 - 開府400年および市制施行55周年記念式典を挙行。
- 1989年（平成元年） - 中心商店街（呼称:よいほモール）の近代化事業が完成。
- 1990年（平成2年）12月6日 - 伊勢自動車道久居IC〜勢和多気IC開通。市内に松阪ICが設けられる。
- 2006年（平成18年）- 松阪城が日本百名城に指定される。
- 2006年（平成18年）12月30日 - 松阪駅前にあった三交百貨店が閉店。
- 2007年（平成19年）4月15日 - 国道23号線中勢バイパス、小津町 - 嬉野新屋庄町間、暫定2車線で供用開始。
- 2011年（平成23年）- 「松坂城跡」が国史跡に指定される。
- 2012年（平成24年） 2月5日 - 国道23号線中勢バイパス、嬉野新屋庄町 - 津市境間、暫定2車線で完成。小津交差点改良完成。市内全区間で供用開始する。
- 2013年（平成25年）12月18日 - 三重中京大学閉学[10]。
- 2022年（令和4年）12月18日 - 第一回みえ松阪マラソンが開催。
- 2024年（令和6年）5月1日 - 宝塚一号墳出土の船形埴輪が地方自治体所有の埴輪としては全国初の国宝に指定。
- 2024年（令和6年）8月29日 - 台風10号の接近に伴う集中豪雨により、百々川が氾濫して一部の家屋が床下浸水、道路が冠水した[11]。

### 行政区域の変遷
- 1889年（明治22年）4月1日 - 町村制の施行により、松坂城下の大部分[注 2]・大黒田村の一部[注 3]・松坂町作地および鎌田村・西岸江村・垣鼻村・西之庄村の各一部の区域をもって飯高郡松阪町が発足。この際、表記が「松坂」から「松阪」になった[12] が、「阪」は2010年（平成22年）まで常用漢字として登録されておらず、同年には当時の市教育長・小林寿一が、松坂大輔（プロ野球選手）の影響から「松坂市」と間違われることが多かったと証言している[13]。一方で市内に本店を置く第三銀行は松坂がプロ入りした1999年、松坂にあやかって銀行と松阪市の知名度向上につなげようと「がんばれ“まつざか”まつざかグッズプレゼントキャンペーン」を実施している[14]。
- 1896年（明治29年）4月1日 - 所属郡が飯南郡に変更。
- 1921年（大正10年）1月1日 - 飯南郡鈴止村を編入。
- 1924年（大正13年）4月1日 - 飯南郡港村の一部（大字鎌田・松阪・石津・荒木・郷津・高町屋・大口）を編入。
- 1931年（昭和6年）4月1日 - 飯南郡神戸村を編入。
- 1933年（昭和8年）2月1日 - 市制施行して松阪市となる。
- 1948年（昭和23年）12月25日 - 飯南郡朝見村・松江村を編入。
- 1951年（昭和26年）12月1日 - 飯南郡伊勢寺村を編入。
- 1952年（昭和27年）12月1日 - 飯南郡機殿村を編入。
- 1954年（昭和29年）10月15日 - 飯南郡花岡町・松尾村・港村・西黒部村・一志郡阿坂村・松ヶ崎村・多気郡東黒部村を編入。
- 1955年（昭和30年）3月15日 - 一志郡宇気郷村の一部（大字柚原・飯福田・与原・後山）を編入。
- 1955年（昭和30年）4月1日 - 飯南郡射和村・大石村・漕代村・茅広江村を編入。
- 1957年（昭和32年）10月1日 - 飯南郡大河内村・櫛田村を編入。
- 1989年（平成元年）3月31日 - 多気郡明和町と境界変更。
- 2002年（平成14年）5月17日 - 多気郡明和町と境界変更。
- 2005年（平成17年）1月1日 - 一志郡嬉野町・三雲町・飯南郡飯南町・飯高町と合併し、改めて松阪市が発足。これに伴い、飯南郡は消滅した。
- 2022年（令和4年）12月18日 - 三重県唯一のフルマラソン大会、みえ松阪マラソン2022が開催。以降毎年12月に開催予定[15]。

| 旧 郡    | 明治以前   | 明治以前   | 明治初年 - 明治6年  | 明治7年 - 明治22年    | 明治22年 4月1日 町村制施行 | 明治22年 - 昭和7年          | 昭和8年 - 昭和19年         | 昭和20年 - 昭和39年           | 昭和40年 - 昭和64年        | 平成元年 - 現在       | 現在   |
| -------- | ---------- | ---------- | ------------------- | --------------------- | -------------------------- | --------------------------- | -------------------------- | ----------------------------- | -------------------------- | --------------------- | ------ |
| 飯 高 郡 | 滝野村     | 滝野村     | 明治6年 改称 宮前村 | 明治7年 宮前村        | 宮前村                     | 宮前村                      | 宮前村                     | 昭和31年8月1日 飯高町         | 飯高町                     | 平成17年1月1日 松阪市 | 松阪市 |
| 飯 高 郡 | 木地小屋村 | 木地小屋村 | 木地小屋村          | 明治7年 宮前村        | 宮前村                     | 宮前村                      | 宮前村                     | 昭和31年8月1日 飯高町         | 飯高町                     | 平成17年1月1日 松阪市 | 松阪市 |
| 飯 高 郡 | 下滝野村   | 下滝野村   | 下滝野村            | 下滝野村              | 宮前村                     | 宮前村                      | 宮前村                     | 昭和31年8月1日 飯高町         | 飯高町                     | 平成17年1月1日 松阪市 | 松阪市 |
| 飯 高 郡 | 野々口村   | 野々口村   | 野々口村            | 明治7年 野々口村      | 宮前村                     | 宮前村                      | 宮前村                     | 昭和31年8月1日 飯高町         | 飯高町                     | 平成17年1月1日 松阪市 | 松阪市 |
| 飯 高 郡 | 神殿村     | 神殿村     | 神殿村              | 明治7年 野々口村      | 宮前村                     | 宮前村                      | 宮前村                     | 昭和31年8月1日 飯高町         | 飯高町                     | 平成17年1月1日 松阪市 | 松阪市 |
| 飯 高 郡 | 赤桶村     | 赤桶村     | 赤桶村              | 明治7年 赤桶村        | 宮前村                     | 宮前村                      | 宮前村                     | 昭和31年8月1日 飯高町         | 飯高町                     | 平成17年1月1日 松阪市 | 松阪市 |
| 飯 高 郡 | 赤池村     | 赤池村     | 赤池村              | 明治7年 赤桶村        | 宮前村                     | 宮前村                      | 宮前村                     | 昭和31年8月1日 飯高町         | 飯高町                     | 平成17年1月1日 松阪市 | 松阪市 |
| 飯 高 郡 | 作滝村     | 作滝村     | 作滝村              | 作滝村                | 宮前村                     | 宮前村                      | 宮前村                     | 昭和31年8月1日 飯高町         | 飯高町                     | 平成17年1月1日 松阪市 | 松阪市 |
| 飯 高 郡 | 田引村     | 田引村     | 田引村              | 田引村                | 川俣村                     | 川俣村                      | 川俣村                     | 昭和31年8月1日 飯高町         | 飯高町                     | 平成17年1月1日 松阪市 | 松阪市 |
| 飯 高 郡 | 粟野村     | 粟野村     | 粟野村              | 粟野村                | 川俣村                     | 川俣村                      | 川俣村                     | 昭和31年8月1日 飯高町         | 飯高町                     | 平成17年1月1日 松阪市 | 松阪市 |
| 飯 高 郡 | 富永村     | 富永村     | 富永村              | 富永村                | 川俣村                     | 川俣村                      | 川俣村                     | 昭和31年8月1日 飯高町         | 飯高町                     | 平成17年1月1日 松阪市 | 松阪市 |
| 飯 高 郡 | 七日市村   | 七日市村   | 七日市村            | 七日市村              | 川俣村                     | 川俣村                      | 川俣村                     | 昭和31年8月1日 飯高町         | 飯高町                     | 平成17年1月1日 松阪市 | 松阪市 |
| 飯 高 郡 | 谷野村     | 谷野村     | 明治初年 宮本村     | 宮本村                | 川俣村                     | 川俣村                      | 川俣村                     | 昭和31年8月1日 飯高町         | 飯高町                     | 平成17年1月1日 松阪市 | 松阪市 |
| 飯 高 郡 | 栃川村     |            | 明治初年 宮本村     | 宮本村                | 川俣村                     | 川俣村                      | 川俣村                     | 昭和31年8月1日 飯高町         | 飯高町                     | 平成17年1月1日 松阪市 | 松阪市 |
| 飯 高 郡 | 犬飼村     | 犬飼村     | 明治初年 森村       | 森村                  | 森村                       | 森村                        | 森村                       | 昭和31年8月1日 飯高町         | 飯高町                     | 平成17年1月1日 松阪市 | 松阪市 |
| 飯 高 郡 | 深野村     |            | 明治初年 森村       | 森村                  | 森村                       | 森村                        | 森村                       | 昭和31年8月1日 飯高町         | 飯高町                     | 平成17年1月1日 松阪市 | 松阪市 |
| 飯 高 郡 | 家野村     |            | 明治初年 森村       | 森村                  | 森村                       | 森村                        | 森村                       | 昭和31年8月1日 飯高町         | 飯高町                     | 平成17年1月1日 松阪市 | 松阪市 |
| 飯 高 郡 | 大俣村     |            | 明治初年 森村       | 森村                  | 森村                       | 森村                        | 森村                       | 昭和31年8月1日 飯高町         | 飯高町                     | 平成17年1月1日 松阪市 | 松阪市 |
| 飯 高 郡 | 柏野村     |            | 明治初年 森村       | 森村                  | 森村                       | 森村                        | 森村                       | 昭和31年8月1日 飯高町         | 飯高町                     | 平成17年1月1日 松阪市 | 松阪市 |
| 飯 高 郡 | 久谷村     |            | 明治初年 森村       | 森村                  | 森村                       | 森村                        | 森村                       | 昭和31年8月1日 飯高町         | 飯高町                     | 平成17年1月1日 松阪市 | 松阪市 |
| 飯 高 郡 | 塩ヶ瀬村   |            | 明治初年 森村       | 森村                  | 森村                       | 森村                        | 森村                       | 昭和31年8月1日 飯高町         | 飯高町                     | 平成17年1月1日 松阪市 | 松阪市 |
| 飯 高 郡 | 猿山村     | 猿山村     | 猿山村              | 猿山村                | 森村                       | 森村                        | 森村                       | 昭和31年8月1日 飯高町         | 飯高町                     | 平成17年1月1日 松阪市 | 松阪市 |
| 飯 高 郡 | 蓮村       | 蓮村       | 蓮村                | 蓮村                  | 森村                       | 森村                        | 森村                       | 昭和31年8月1日 飯高町         | 飯高町                     | 平成17年1月1日 松阪市 | 松阪市 |
| 飯 高 郡 | 青田村     | 青田村     | 青田村              | 青田村                | 森村                       | 森村                        | 森村                       | 昭和31年8月1日 飯高町         | 飯高町                     | 平成17年1月1日 松阪市 | 松阪市 |
| 飯 高 郡 | 波瀬村     | 波瀬村     | 波瀬村              | 波瀬村                | 波瀬村                     | 波瀬村                      | 波瀬村                     | 昭和31年8月1日 飯高町         | 飯高町                     | 平成17年1月1日 松阪市 | 松阪市 |
| 飯 高 郡 | 乙栗子村   | 乙栗子村   | 乙栗子村            | 乙栗子村              | 波瀬村                     | 波瀬村                      | 波瀬村                     | 昭和31年8月1日 飯高町         | 飯高町                     | 平成17年1月1日 松阪市 | 松阪市 |
| 飯 高 郡 | 加波村     | 加波村     | 加波村              | 加波村                | 波瀬村                     | 波瀬村                      | 波瀬村                     | 昭和31年8月1日 飯高町         | 飯高町                     | 平成17年1月1日 松阪市 | 松阪市 |
| 飯 高 郡 | 桑原村     | 桑原村     | 桑原村              | 桑原村                | 波瀬村                     | 波瀬村                      | 波瀬村                     | 昭和31年8月1日 飯高町         | 飯高町                     | 平成17年1月1日 松阪市 | 松阪市 |
| 飯 高 郡 | 月出村     | 月出村     | 月出村              | 月出村                | 波瀬村                     | 波瀬村                      | 波瀬村                     | 昭和31年8月1日 飯高町         | 飯高町                     | 平成17年1月1日 松阪市 | 松阪市 |
| 飯 高 郡 | 落方村     | 落方村     | 落方村              | 落方村                | 波瀬村                     | 波瀬村                      | 波瀬村                     | 昭和31年8月1日 飯高町         | 飯高町                     | 平成17年1月1日 松阪市 | 松阪市 |
| 飯 高 郡 | 太良木村   | 太良木村   | 太良木村            | 太良木村              | 波瀬村                     | 波瀬村                      | 波瀬村                     | 昭和31年8月1日 飯高町         | 飯高町                     | 平成17年1月1日 松阪市 | 松阪市 |
| 飯 高 郡 | 草鹿野村   | 草鹿野村   | 草鹿野村            | 草鹿野村              | 波瀬村                     | 波瀬村                      | 波瀬村                     | 昭和31年8月1日 飯高町         | 飯高町                     | 平成17年1月1日 松阪市 | 松阪市 |
| 飯 高 郡 | 船戸村     | 船戸村     | 船戸村              | 船戸村                | 波瀬村                     | 波瀬村                      | 波瀬村                     | 昭和31年8月1日 飯高町         | 飯高町                     | 平成17年1月1日 松阪市 | 松阪市 |
| 飯 高 郡 | 木梶村     | 木梶村     | 木梶村              | 木梶村                | 波瀬村                     | 波瀬村                      | 波瀬村                     | 昭和31年8月1日 飯高町         | 飯高町                     | 平成17年1月1日 松阪市 | 松阪市 |
| 飯 高 郡 | 栃谷村     | 栃谷村     | 栃谷村              | 栃谷村                | 波瀬村                     | 波瀬村                      | 波瀬村                     | 昭和31年8月1日 飯高町         | 飯高町                     | 平成17年1月1日 松阪市 | 松阪市 |
| 飯 高 郡 | 深野村     | 深野村     | 深野村              | 深野村                | 柿野村                     | 大正13年1月1日 町制 柿野町  | 柿野町                     | 昭和31年8月1日 飯南町         | 飯南町                     | 平成17年1月1日 松阪市 | 松阪市 |
| 飯 高 郡 | 横野村     | 横野村     | 横野村              | 横野村                | 柿野村                     | 大正13年1月1日 町制 柿野町  | 柿野町                     | 昭和31年8月1日 飯南町         | 飯南町                     | 平成17年1月1日 松阪市 | 松阪市 |
| 飯 高 郡 | 下仁柿村   | 下仁柿村   | 下仁柿村            | 下仁柿村              | 柿野村                     | 大正13年1月1日 町制 柿野町  | 柿野町                     | 昭和31年8月1日 飯南町         | 飯南町                     | 平成17年1月1日 松阪市 | 松阪市 |
| 飯 高 郡 | 上仁柿村   | 上仁柿村   | 上仁柿村            | 上仁柿村              | 柿野村                     | 大正13年1月1日 町制 柿野町  | 柿野町                     | 昭和31年8月1日 飯南町         | 飯南町                     | 平成17年1月1日 松阪市 | 松阪市 |
| 飯 高 郡 | 有間野村   | 有間野村   | 明治初年 有間野村   | 有間野村              | 飯高郡 粥見村              | 粥見村                      | 昭和8年2月11日 町制 粥見町 | 昭和31年8月1日 飯南町         | 飯南町                     | 平成17年1月1日 松阪市 | 松阪市 |
| 飯 高 郡 | 下栃川村   |            | 明治初年 有間野村   | 有間野村              | 飯高郡 粥見村              | 粥見村                      | 昭和8年2月11日 町制 粥見町 | 昭和31年8月1日 飯南町         | 飯南町                     | 平成17年1月1日 松阪市 | 松阪市 |
| 飯 高 郡 | 神原村     |            | 明治初年 有間野村   | 有間野村              | 飯高郡 粥見村              | 粥見村                      | 昭和8年2月11日 町制 粥見町 | 昭和31年8月1日 飯南町         | 飯南町                     | 平成17年1月1日 松阪市 | 松阪市 |
| 飯 高 郡 | 粥見村     | 粥見村     | 粥見村              | 粥見村                | 飯高郡 粥見村              | 粥見村                      | 昭和8年2月11日 町制 粥見町 | 昭和31年8月1日 飯南町         | 飯南町                     | 平成17年1月1日 松阪市 | 松阪市 |
| 多 気 郡 | 向粥見村   | 向粥見村   | 向粥見村            | 向粥見村              | 飯高郡 粥見村              | 粥見村                      | 昭和8年2月11日 町制 粥見町 | 昭和31年8月1日 飯南町         | 飯南町                     | 平成17年1月1日 松阪市 | 松阪市 |
| 多 気 郡 | 東黒部村   | 東黒部村   | 東黒部村            | 東黒部村              | 東黒部村                   | 東黒部村                    | 東黒部村                   | 昭和29年10月15日 松阪市に編入 | 松阪市                     | 平成17年1月1日 松阪市 | 松阪市 |
| 多 気 郡 | 神守村     | 神守村     | 神守村              | 神守村                | 東黒部村                   | 東黒部村                    | 東黒部村                   | 昭和29年10月15日 松阪市に編入 | 松阪市                     | 平成17年1月1日 松阪市 | 松阪市 |
| 多 気 郡 | 垣内田村   | 垣内田村   | 垣内田村            | 垣内田村              | 東黒部村                   | 東黒部村                    | 東黒部村                   | 昭和29年10月15日 松阪市に編入 | 松阪市                     | 平成17年1月1日 松阪市 | 松阪市 |
| 多 気 郡 | 大垣内村   | 大垣内村   | 大垣内村            | 大垣内村              | 東黒部村                   | 東黒部村                    | 東黒部村                   | 昭和29年10月15日 松阪市に編入 | 松阪市                     | 平成17年1月1日 松阪市 | 松阪市 |
| 多 気 郡 | 蓮花寺村   | 蓮花寺村   | 蓮花寺村            | 蓮花寺村              | 東黒部村                   | 東黒部村                    | 東黒部村                   | 昭和29年10月15日 松阪市に編入 | 松阪市                     | 平成17年1月1日 松阪市 | 松阪市 |
| 多 気 郡 | 乙部村     | 乙部村     | 乙部村              | 乙部村                | 東黒部村                   | 東黒部村                    | 東黒部村                   | 昭和29年10月15日 松阪市に編入 | 松阪市                     | 平成17年1月1日 松阪市 | 松阪市 |
| 多 気 郡 | 土古路村   | 土古路村   | 土古路村            | 土古路村              | 東黒部村                   | 東黒部村                    | 東黒部村                   | 昭和29年10月15日 松阪市に編入 | 松阪市                     | 平成17年1月1日 松阪市 | 松阪市 |
| 多 気 郡 | 柿木原村   | 柿木原村   | 柿木原村            | 柿木原村              | 東黒部村                   | 東黒部村                    | 東黒部村                   | 昭和29年10月15日 松阪市に編入 | 松阪市                     | 平成17年1月1日 松阪市 | 松阪市 |
| 多 気 郡 | 出間村     | 出間村     | 出間村              | 出間村                | 東黒部村                   | 東黒部村                    | 東黒部村                   | 昭和29年10月15日 松阪市に編入 | 松阪市                     | 平成17年1月1日 松阪市 | 松阪市 |
| 多 気 郡 | 牛草村     | 牛草村     | 牛草村              | 牛草村                | 東黒部村                   | 東黒部村                    | 東黒部村                   | 昭和29年10月15日 松阪市に編入 | 松阪市                     | 平成17年1月1日 松阪市 | 松阪市 |
| 飯 野 郡 | 西黒部村   | 西黒部村   | 西黒部村            | 西黒部村              | 西黒部村                   | 西黒部村                    | 西黒部村                   | 昭和29年10月15日 松阪市に編入 | 松阪市                     | 平成17年1月1日 松阪市 | 松阪市 |
| 飯 野 郡 | 松名瀬村   | 松名瀬村   | 松名瀬村            | 松名瀬村              | 西黒部村                   | 西黒部村                    | 西黒部村                   | 昭和29年10月15日 松阪市に編入 | 松阪市                     | 平成17年1月1日 松阪市 | 松阪市 |
| 飯 野 郡 | 六根村     | 六根村     | 六根村              | 六根村                | 機殿村                     | 機殿村                      | 機殿村                     | 昭和27年12月1日 松阪市に編入  | 松阪市                     | 平成17年1月1日 松阪市 | 松阪市 |
| 飯 野 郡 | 川島村     | 川島村     | 川島村              | 川島村                | 機殿村                     | 機殿村                      | 機殿村                     | 昭和27年12月1日 松阪市に編入  | 松阪市                     | 平成17年1月1日 松阪市 | 松阪市 |
| 飯 野 郡 | 新開村     | 新開村     | 新開村              | 新開村                | 機殿村                     | 機殿村                      | 機殿村                     | 昭和27年12月1日 松阪市に編入  | 松阪市                     | 平成17年1月1日 松阪市 | 松阪市 |
| 飯 野 郡 | 保津村     | 保津村     | 保津村              | 保津村                | 機殿村                     | 機殿村                      | 機殿村                     | 昭和27年12月1日 松阪市に編入  | 松阪市                     | 平成17年1月1日 松阪市 | 松阪市 |
| 飯 野 郡 | 魚見村     | 魚見村     | 魚見村              | 魚見村                | 機殿村                     | 機殿村                      | 機殿村                     | 昭和27年12月1日 松阪市に編入  | 松阪市                     | 平成17年1月1日 松阪市 | 松阪市 |
| 飯 野 郡 | 腹太村     | 腹太村     | 腹太村              | 腹太村                | 機殿村                     | 機殿村                      | 機殿村                     | 昭和27年12月1日 松阪市に編入  | 松阪市                     | 平成17年1月1日 松阪市 | 松阪市 |
| 飯 野 郡 | 井口村     | 井口村     | 井口村              | 明治8年 井口中村      | 機殿村                     | 機殿村                      | 機殿村                     | 昭和27年12月1日 松阪市に編入  | 松阪市                     | 平成17年1月1日 松阪市 | 松阪市 |
| 飯 野 郡 | 中河原村   | 中河原村   | 中河原村            | 明治8年 井口中村      | 機殿村                     | 機殿村                      | 機殿村                     | 昭和27年12月1日 松阪市に編入  | 松阪市                     | 平成17年1月1日 松阪市 | 松阪市 |
| 飯 野 郡 | 久保村     | 久保村     | 飯野郡久保村        | 飯野郡久保村          | 機殿村                     | 機殿村                      | 機殿村                     | 昭和27年12月1日 松阪市に編入  | 松阪市                     | 平成17年1月1日 松阪市 | 松阪市 |
| 飯 野 郡 | 朝田村     | 朝田村     | 朝田村              | 朝田村                | 朝見村                     | 朝見村                      | 朝見村                     | 昭和23年12月25日 松阪市に編入 | 松阪市                     | 平成17年1月1日 松阪市 | 松阪市 |
| 飯 野 郡 | 下七見村   | 下七見村   | 下七見村            | 下七見村              | 朝見村                     | 朝見村                      | 朝見村                     | 昭和23年12月25日 松阪市に編入 | 松阪市                     | 平成17年1月1日 松阪市 | 松阪市 |
| 飯 野 郡 | 新屋敷村   | 新屋敷村   | 新屋敷村            | 新屋敷村              | 朝見村                     | 朝見村                      | 朝見村                     | 昭和23年12月25日 松阪市に編入 | 松阪市                     | 平成17年1月1日 松阪市 | 松阪市 |
| 飯 野 郡 | 和屋村     | 和屋村     | 和屋村              | 和屋村                | 朝見村                     | 朝見村                      | 朝見村                     | 昭和23年12月25日 松阪市に編入 | 松阪市                     | 平成17年1月1日 松阪市 | 松阪市 |
| 飯 野 郡 | 立利村     | 立利村     | 立利村              | 明治8年 立田村        | 朝見村                     | 朝見村                      | 朝見村                     | 昭和23年12月25日 松阪市に編入 | 松阪市                     | 平成17年1月1日 松阪市 | 松阪市 |
| 飯 野 郡 | 才田村     | 才田村     | 才田村              | 明治8年 立田村        | 朝見村                     | 朝見村                      | 朝見村                     | 昭和23年12月25日 松阪市に編入 | 松阪市                     | 平成17年1月1日 松阪市 | 松阪市 |
| 飯 野 郡 | 佐久米村   | 佐久米村   | 佐久米村            | 佐久米村              | 朝見村                     | 朝見村                      | 朝見村                     | 昭和23年12月25日 松阪市に編入 | 松阪市                     | 平成17年1月1日 松阪市 | 松阪市 |
| 飯 野 郡 | 大宮田村   | 大宮田村   | 大宮田村            | 大宮田村              | 朝見村                     | 朝見村                      | 朝見村                     | 昭和23年12月25日 松阪市に編入 | 松阪市                     | 平成17年1月1日 松阪市 | 松阪市 |
| 飯 野 郡 | 西野々村   | 西野々村   | 西野々村            | 西野々村              | 朝見村                     | 朝見村                      | 朝見村                     | 昭和23年12月25日 松阪市に編入 | 松阪市                     | 平成17年1月1日 松阪市 | 松阪市 |
| 飯 野 郡 | 古井村     | 古井村     | 古井村              | 古井村                | 朝見村                     | 朝見村                      | 朝見村                     | 昭和23年12月25日 松阪市に編入 | 松阪市                     | 平成17年1月1日 松阪市 | 松阪市 |
| 飯 野 郡 | 早馬瀬村   | 早馬瀬村   | 早馬瀬村            | 早馬瀬村              | 漕代村                     | 漕代村                      | 漕代村                     | 昭和30年4月1日 松阪市に編入   | 松阪市                     | 平成17年1月1日 松阪市 | 松阪市 |
| 飯 野 郡 | 高木村     | 高木村     | 高木村              | 高木村                | 漕代村                     | 漕代村                      | 漕代村                     | 昭和30年4月1日 松阪市に編入   | 松阪市                     | 平成17年1月1日 松阪市 | 松阪市 |
| 飯 野 郡 | 稲木村     | 稲木村     | 稲木村              | 稲木村                | 漕代村                     | 漕代村                      | 漕代村                     | 昭和30年4月1日 松阪市に編入   | 松阪市                     | 平成17年1月1日 松阪市 | 松阪市 |
| 飯 野 郡 | 横地村     | 横地村     | 横地村              | 横地村                | 漕代村                     | 漕代村                      | 漕代村                     | 昭和30年4月1日 松阪市に編入   | 松阪市                     | 平成17年1月1日 松阪市 | 松阪市 |
| 飯 野 郡 | 目田村     | 目田村     | 目田村              | 目田村                | 漕代村                     | 漕代村                      | 漕代村                     | 昭和30年4月1日 松阪市に編入   | 松阪市                     | 平成17年1月1日 松阪市 | 松阪市 |
| 飯 野 郡 | 伊勢場村   | 伊勢場村   | 伊勢場村            | 伊勢場村              | 漕代村                     | 漕代村                      | 漕代村                     | 昭和30年4月1日 松阪市に編入   | 松阪市                     | 平成17年1月1日 松阪市 | 松阪市 |
| 飯 野 郡 | 法田村     | 法田村     | 法田村              | 法田村                | 漕代村                     | 漕代村                      | 漕代村                     | 昭和30年4月1日 松阪市に編入   | 松阪市                     | 平成17年1月1日 松阪市 | 松阪市 |
| 飯 野 郡 | 射和村     | 射和村     | 射和村              | 射和村                | 射和村                     | 射和村                      | 射和村                     | 昭和30年4月1日 松阪市に編入   | 松阪市                     | 平成17年1月1日 松阪市 | 松阪市 |
| 飯 野 郡 | 御麻生薗村 | 御麻生薗村 | 御麻生薗村          | 御麻生薗村            | 射和村                     | 射和村                      | 射和村                     | 昭和30年4月1日 松阪市に編入   | 松阪市                     | 平成17年1月1日 松阪市 | 松阪市 |
| 飯 野 郡 | 庄村       | 庄村       | 庄村                | 庄村                  | 射和村                     | 射和村                      | 射和村                     | 昭和30年4月1日 松阪市に編入   | 松阪市                     | 平成17年1月1日 松阪市 | 松阪市 |
| 飯 野 郡 | 阿波曽村   | 阿波曽村   | 阿波曽村            | 阿波曽村              | 射和村                     | 射和村                      | 射和村                     | 昭和30年4月1日 松阪市に編入   | 松阪市                     | 平成17年1月1日 松阪市 | 松阪市 |
| 飯 野 郡 | 中万村     | 中万村     | 中万村              | 中万村                | 神山村                     | 明治41年4月1日 射和村に編入 | 射和村                     | 昭和30年4月1日 松阪市に編入   | 松阪市                     | 平成17年1月1日 松阪市 | 松阪市 |
| 飯 野 郡 | 上蛸路村   | 上蛸路村   | 上蛸路村            | 上蛸路村              | 神山村                     | 明治41年4月1日 射和村に編入 | 射和村                     | 昭和30年4月1日 松阪市に編入   | 松阪市                     | 平成17年1月1日 松阪市 | 松阪市 |
| 飯 野 郡 | 下蛸路村   | 下蛸路村   | 下蛸路村            | 下蛸路村              | 神山村                     | 明治41年4月1日 射和村に編入 | 射和村                     | 昭和30年4月1日 松阪市に編入   | 松阪市                     | 平成17年1月1日 松阪市 | 松阪市 |
| 飯 野 郡 | 八太村     | 八太村     | 八太村              | 八太村                | 神山村                     | 明治41年4月1日 射和村に編入 | 射和村                     | 昭和30年4月1日 松阪市に編入   | 松阪市                     | 平成17年1月1日 松阪市 | 松阪市 |
| 飯 野 郡 | 山添村     | 山添村     | 山添村              | 山添村                | 神山村                     | 明治41年4月1日 櫛田村に編入 | 櫛田村                     | 昭和32年10月1日 松阪市に編入  | 松阪市                     | 平成17年1月1日 松阪市 | 松阪市 |
| 飯 野 郡 | 安楽村     | 安楽村     | 安楽村              | 安楽村                | 神山村                     | 明治41年4月1日 櫛田村に編入 | 櫛田村                     | 昭和32年10月1日 松阪市に編入  | 松阪市                     | 平成17年1月1日 松阪市 | 松阪市 |
| 飯 野 郡 | 山下村     | 山下村     | 山下村              | 山下村                | 神山村                     | 明治41年4月1日 櫛田村に編入 | 櫛田村                     | 昭和32年10月1日 松阪市に編入  | 松阪市                     | 平成17年1月1日 松阪市 | 松阪市 |
| 飯 野 郡 | 豊原村     | 豊原村     | 豊原村              | 明治7年 豊原村        | 櫛田村                     | 櫛田村                      | 櫛田村                     | 昭和32年10月1日 松阪市に編入  | 松阪市                     | 平成17年1月1日 松阪市 | 松阪市 |
| 飯 野 郡 | 伊賀町村   | 伊賀町村   | 伊賀町村            | 明治7年 豊原村        | 櫛田村                     | 櫛田村                      | 櫛田村                     | 昭和32年10月1日 松阪市に編入  | 松阪市                     | 平成17年1月1日 松阪市 | 松阪市 |
| 飯 野 郡 | 陰陽村     | 陰陽村     | 陰陽村              | 明治7年 豊原村        | 櫛田村                     | 櫛田村                      | 櫛田村                     | 昭和32年10月1日 松阪市に編入  | 松阪市                     | 平成17年1月1日 松阪市 | 松阪市 |
| 飯 野 郡 | 櫛田村     | 櫛田村     | 櫛田村              | 櫛田村                | 櫛田村                     | 櫛田村                      | 櫛田村                     | 昭和32年10月1日 松阪市に編入  | 松阪市                     | 平成17年1月1日 松阪市 | 松阪市 |
| 飯 野 郡 | 清水村     | 清水村     | 清水村              | 清水村                | 櫛田村                     | 櫛田村                      | 櫛田村                     | 昭和32年10月1日 松阪市に編入  | 松阪市                     | 平成17年1月1日 松阪市 | 松阪市 |
| 飯 野 郡 | 菅生村     | 菅生村     | 菅生村              | 菅生村                | 櫛田村                     | 櫛田村                      | 櫛田村                     | 昭和32年10月1日 松阪市に編入  | 松阪市                     | 平成17年1月1日 松阪市 | 松阪市 |
| 飯 野 郡 | 上七見村   | 上七見村   | 上七見村            | 上七見村              | 櫛田村                     | 櫛田村                      | 櫛田村                     | 昭和32年10月1日 松阪市に編入  | 松阪市                     | 平成17年1月1日 松阪市 | 松阪市 |
| 飯 高 郡 | 坂内村     | 坂内村     | 坂内村              | 坂内村                | 大河内村                   | 大河内村                    | 大河内村                   | 昭和32年10月1日 松阪市に編入  | 松阪市                     | 平成17年1月1日 松阪市 | 松阪市 |
| 飯 高 郡 | 辻原村     | 辻原村     | 辻原村              | 辻原村                | 大河内村                   | 大河内村                    | 大河内村                   | 昭和32年10月1日 松阪市に編入  | 松阪市                     | 平成17年1月1日 松阪市 | 松阪市 |
| 飯 高 郡 | 大河内村   | 大河内村   | 大河内村            | 大河内村              | 大河内村                   | 大河内村                    | 大河内村                   | 昭和32年10月1日 松阪市に編入  | 松阪市                     | 平成17年1月1日 松阪市 | 松阪市 |
| 飯 高 郡 | 寺井村     | 寺井村     | 寺井村              | 明治9年 笹川村        | 大河内村                   | 大河内村                    | 大河内村                   | 昭和32年10月1日 松阪市に編入  | 松阪市                     | 平成17年1月1日 松阪市 | 松阪市 |
| 飯 高 郡 | 山村       | 山村       | 山村                | 明治9年 笹川村        | 大河内村                   | 大河内村                    | 大河内村                   | 昭和32年10月1日 松阪市に編入  | 松阪市                     | 平成17年1月1日 松阪市 | 松阪市 |
| 飯 高 郡 | 矢津村     | 矢津村     | 矢津村              | 矢津村                | 大河内村                   | 大河内村                    | 大河内村                   | 昭和32年10月1日 松阪市に編入  | 松阪市                     | 平成17年1月1日 松阪市 | 松阪市 |
| 飯 高 郡 | 勢津村     | 勢津村     | 勢津村              | 勢津村                | 大河内村                   | 大河内村                    | 大河内村                   | 昭和32年10月1日 松阪市に編入  | 松阪市                     | 平成17年1月1日 松阪市 | 松阪市 |
| 飯 高 郡 | 桂瀬村     | 桂瀬村     | 桂瀬村              | 桂瀬村                | 大河内村                   | 大河内村                    | 大河内村                   | 昭和32年10月1日 松阪市に編入  | 松阪市                     | 平成17年1月1日 松阪市 | 松阪市 |
| 飯 高 郡 | 山室村     | 一部       | 山室村              | 山室村                | 大河内村                   | 大河内村                    | 大河内村                   | 昭和32年10月1日 松阪市に編入  | 松阪市                     | 平成17年1月1日 松阪市 | 松阪市 |
| 飯 高 郡 | 山室村     | 一部を除く | 山室村              | 山室村                | 花岡村                     | 花岡村                      | 昭和7年7月1日 町制 花岡町  | 昭和29年10月15日 松阪市に編入 | 松阪市                     | 平成17年1月1日 松阪市 | 松阪市 |
| 飯 高 郡 | 山室村     | 一部       | 山室村              | 山室村                | 松尾村                     | 松尾村                      | 松尾村                     | 昭和29年10月15日 松阪市に編入 | 松阪市                     | 平成17年1月1日 松阪市 | 松阪市 |
| 飯 高 郡 | 山室村     | 一部       | 山室村              | 山室村                | 松江村                     | 松江村                      | 松江村                     | 昭和23年12月25日 松阪市に編入 | 松阪市                     | 平成17年1月1日 松阪市 | 松阪市 |
| 飯 高 郡 | 船江村     | 船江村     | 船江村              | 船江村                | 松江村                     | 松江村                      | 松江村                     | 昭和23年12月25日 松阪市に編入 | 松阪市                     | 平成17年1月1日 松阪市 | 松阪市 |
| 飯 高 郡 | 井村       | 井村       | 井村                | 井村                  | 松江村                     | 松江村                      | 松江村                     | 昭和23年12月25日 松阪市に編入 | 松阪市                     | 平成17年1月1日 松阪市 | 松阪市 |
| 飯 高 郡 | 外五曲村   | 外五曲村   | 外五曲村            | 外五曲村              | 松江村                     | 松江村                      | 松江村                     | 昭和23年12月25日 松阪市に編入 | 松阪市                     | 平成17年1月1日 松阪市 | 松阪市 |
| 飯 高 郡 | 塚本村     | 塚本村     | 塚本村              | 塚本村                | 松江村                     | 松江村                      | 松江村                     | 昭和23年12月25日 松阪市に編入 | 松阪市                     | 平成17年1月1日 松阪市 | 松阪市 |
| 飯 高 郡 | 曲リ村     | 曲リ村     | 曲リ村              | 曲リ村                | 松江村                     | 松江村                      | 松江村                     | 昭和23年12月25日 松阪市に編入 | 松阪市                     | 平成17年1月1日 松阪市 | 松阪市 |
| 飯 高 郡 | 田牧村     | 田牧村     | 田牧村              | 田牧村                | 松江村                     | 松江村                      | 松江村                     | 昭和23年12月25日 松阪市に編入 | 松阪市                     | 平成17年1月1日 松阪市 | 松阪市 |
| 飯 高 郡 | 西之庄村   | 一部を除く | 西之庄村            | 西之庄村              | 松江村                     | 松江村                      | 松江村                     | 昭和23年12月25日 松阪市に編入 | 松阪市                     | 平成17年1月1日 松阪市 | 松阪市 |
| 飯 高 郡 | 西之庄村   | 一部       | 西之庄村            | 西之庄村              | 松阪町                     | 松阪町                      | 昭和8年2月1日 市制 松阪市  | 松阪市                        | 松阪市                     | 平成17年1月1日 松阪市 | 松阪市 |
| 飯 高 郡 | 垣鼻村     | 一部       | 垣鼻村              | 垣鼻村                | 松阪町                     | 松阪町                      | 昭和8年2月1日 市制 松阪市  | 松阪市                        | 松阪市                     | 平成17年1月1日 松阪市 | 松阪市 |
| 飯 高 郡 | 垣鼻村     | 一部を除く | 垣鼻村              | 垣鼻村                | 神戸村                     | 昭和6年4月1日 松阪町に編入  | 昭和8年2月1日 市制 松阪市  | 松阪市                        | 松阪市                     | 平成17年1月1日 松阪市 | 松阪市 |
| 飯 高 郡 | 下村       | 下村       | 下村                | 下村                  | 神戸村                     | 昭和6年4月1日 松阪町に編入  | 昭和8年2月1日 市制 松阪市  | 松阪市                        | 松阪市                     | 平成17年1月1日 松阪市 | 松阪市 |
| 飯 高 郡 | 上川村     | 上川村     | 上川村              | 上川村                | 神戸村                     | 昭和6年4月1日 松阪町に編入  | 昭和8年2月1日 市制 松阪市  | 松阪市                        | 松阪市                     | 平成17年1月1日 松阪市 | 松阪市 |
| 飯 高 郡 | 久保村     | 久保村     | 飯高郡久保村        | 飯高郡久保村          | 神戸村                     | 昭和6年4月1日 松阪町に編入  | 昭和8年2月1日 市制 松阪市  | 松阪市                        | 松阪市                     | 平成17年1月1日 松阪市 | 松阪市 |
| 飯 高 郡 | 大津村     | 大津村     | 大津村              | 大津村                | 神戸村                     | 昭和6年4月1日 松阪町に編入  | 昭和8年2月1日 市制 松阪市  | 松阪市                        | 松阪市                     | 平成17年1月1日 松阪市 | 松阪市 |
| 飯 高 郡 | 田原村     | 田原村     | 田原村              | 田原村                | 神戸村                     | 昭和6年4月1日 松阪町に編入  | 昭和8年2月1日 市制 松阪市  | 松阪市                        | 松阪市                     | 平成17年1月1日 松阪市 | 松阪市 |
| 飯 高 郡 | 東岸江村   | 一部       | 東岸江村            | 東岸江村              | 神戸村                     | 昭和6年4月1日 松阪町に編入  | 昭和8年2月1日 市制 松阪市  | 松阪市                        | 松阪市                     | 平成17年1月1日 松阪市 | 松阪市 |
| 飯 高 郡 | 東岸江村   | 一部       | 東岸江村            | 東岸江村              | 鈴止村                     | 大正10年1月1日 松阪町に編入 | 昭和8年2月1日 市制 松阪市  | 松阪市                        | 松阪市                     | 平成17年1月1日 松阪市 | 松阪市 |
| 飯 高 郡 | 矢川村     | 矢川村     | 矢川村              | 矢川村                | 鈴止村                     | 大正10年1月1日 松阪町に編入 | 昭和8年2月1日 市制 松阪市  | 松阪市                        | 松阪市                     | 平成17年1月1日 松阪市 | 松阪市 |
| 飯 高 郡 | 西岸江村   | 一部を除く | 西岸江村            | 西岸江村              | 鈴止村                     | 大正10年1月1日 松阪町に編入 | 昭和8年2月1日 市制 松阪市  | 松阪市                        | 松阪市                     | 平成17年1月1日 松阪市 | 松阪市 |
| 飯 高 郡 | 西岸江村   | 一部       | 西岸江村            | 西岸江村              | 神戸村                     | 昭和6年4月1日 松阪町に編入  | 昭和8年2月1日 市制 松阪市  | 松阪市                        | 松阪市                     | 平成17年1月1日 松阪市 | 松阪市 |
| 飯 高 郡 | 西岸江村   | 一部       | 西岸江村            | 西岸江村              | 松阪町                     | 松阪町                      | 昭和8年2月1日 市制 松阪市  | 松阪市                        | 松阪市                     | 平成17年1月1日 松阪市 | 松阪市 |
| 飯 高 郡 | 鎌田村     | 一部       | 鎌田村              | 鎌田村                | 松阪町                     | 松阪町                      | 昭和8年2月1日 市制 松阪市  | 松阪市                        | 松阪市                     | 平成17年1月1日 松阪市 | 松阪市 |
| 飯 高 郡 | 鎌田村     | 一部を除く | 鎌田村              | 鎌田村                | 港村                       | 大正13年4月1日 松阪町に編入 | 昭和8年2月1日 市制 松阪市  | 松阪市                        | 松阪市                     | 平成17年1月1日 松阪市 | 松阪市 |
| 飯 高 郡 | 大口村     | 大口村     | 大口村              | 大口村                | 港村                       | 大正13年4月1日 松阪町に編入 | 昭和8年2月1日 市制 松阪市  | 松阪市                        | 松阪市                     | 平成17年1月1日 松阪市 | 松阪市 |
| 飯 高 郡 | 高町屋村   | 高町屋村   | 高町屋村            | 高町屋村              | 港村                       | 大正13年4月1日 松阪町に編入 | 昭和8年2月1日 市制 松阪市  | 松阪市                        | 松阪市                     | 平成17年1月1日 松阪市 | 松阪市 |
| 飯 高 郡 | 郷津村     | 郷津村     | 郷津村              | 郷津村                | 港村                       | 大正13年4月1日 松阪町に編入 | 昭和8年2月1日 市制 松阪市  | 松阪市                        | 松阪市                     | 平成17年1月1日 松阪市 | 松阪市 |
| 飯 高 郡 | 石津村     | 石津村     | 石津村              | 石津村                | 港村                       | 大正13年4月1日 松阪町に編入 | 昭和8年2月1日 市制 松阪市  | 松阪市                        | 松阪市                     | 平成17年1月1日 松阪市 | 松阪市 |
| 飯 高 郡 | 荒木村     | 荒木村     | 荒木村              | 荒木村                | 港村                       | 大正13年4月1日 松阪町に編入 | 昭和8年2月1日 市制 松阪市  | 松阪市                        | 松阪市                     | 平成17年1月1日 松阪市 | 松阪市 |
| 飯 高 郡 | 松坂城下   | 一部       | 松坂城下            | 松坂城下              | 港村                       | 大正13年4月1日 松阪町に編入 | 昭和8年2月1日 市制 松阪市  | 松阪市                        | 松阪市                     | 平成17年1月1日 松阪市 | 松阪市 |
| 飯 高 郡 | 松坂城下   | 一部       | 松坂城下            | 松坂城下              | 松江村                     | 松江村                      | 松江村                     | 昭和23年12月25日 松阪市に編入 | 松阪市                     | 平成17年1月1日 松阪市 | 松阪市 |
| 飯 高 郡 | 松坂城下   | 一部       | 松坂城下            | 松坂城下              | 松阪町                     | 松阪町                      | 昭和8年2月1日 市制 松阪市  | 松阪市                        | 松阪市                     | 平成17年1月1日 松阪市 | 松阪市 |
| 飯 高 郡 | 松坂町作地 | 松坂町作地 | 松坂町作地          | 松坂町作地            | 松阪町                     | 松阪町                      | 昭和8年2月1日 市制 松阪市  | 松阪市                        | 松阪市                     | 平成17年1月1日 松阪市 | 松阪市 |
| 飯 高 郡 | 大黒田村   | 一部       | 大黒田村            | 大黒田村              | 松阪町                     | 松阪町                      | 昭和8年2月1日 市制 松阪市  | 松阪市                        | 松阪市                     | 平成17年1月1日 松阪市 | 松阪市 |
| 飯 高 郡 | 大黒田村   | 一部を除く | 大黒田村            | 大黒田村              | 花岡村                     | 花岡村                      | 昭和7年7月1日 町制 花岡町  | 昭和29年10月15日 松阪市に編入 | 松阪市                     | 平成17年1月1日 松阪市 | 松阪市 |
| 飯 高 郡 | 駅部田村   | 駅部田村   | 駅部田村            | 駅部田村              | 花岡村                     | 花岡村                      | 昭和7年7月1日 町制 花岡町  | 昭和29年10月15日 松阪市に編入 | 松阪市                     | 平成17年1月1日 松阪市 | 松阪市 |
| 飯 高 郡 | 小黒田村   | 小黒田村   | 小黒田村            | 小黒田村              | 花岡村                     | 花岡村                      | 昭和7年7月1日 町制 花岡町  | 昭和29年10月15日 松阪市に編入 | 松阪市                     | 平成17年1月1日 松阪市 | 松阪市 |
| 飯 高 郡 | 内五曲村   | 内五曲村   | 内五曲村            | 内五曲村              | 花岡村                     | 花岡村                      | 昭和7年7月1日 町制 花岡町  | 昭和29年10月15日 松阪市に編入 | 松阪市                     | 平成17年1月1日 松阪市 | 松阪市 |
| 飯 高 郡 | 田村       | 田村       | 田村                | 田村                  | 花岡村                     | 花岡村                      | 昭和7年7月1日 町制 花岡町  | 昭和29年10月15日 松阪市に編入 | 松阪市                     | 平成17年1月1日 松阪市 | 松阪市 |
| 飯 高 郡 | 大塚村     | 大塚村     | 大塚村              | 大塚村                | 港村                       | 港村                        | 港村                       | 昭和29年10月15日 松阪市に編入 | 松阪市                     | 平成17年1月1日 松阪市 | 松阪市 |
| 飯 高 郡 | 久保田村   | 久保田村   | 久保田村            | 久保田村              | 港村                       | 港村                        | 港村                       | 昭和29年10月15日 松阪市に編入 | 松阪市                     | 平成17年1月1日 松阪市 | 松阪市 |
| 飯 高 郡 | 新松ヶ島村 | 新松ヶ島村 | 新松ヶ島村          | 新松ヶ島村            | 港村                       | 港村                        | 港村                       | 昭和29年10月15日 松阪市に編入 | 松阪市                     | 平成17年1月1日 松阪市 | 松阪市 |
| 飯 高 郡 | 町平尾村   | 町平尾村   | 町平尾村            | 町平尾村              | 港村                       | 港村                        | 港村                       | 昭和29年10月15日 松阪市に編入 | 松阪市                     | 平成17年1月1日 松阪市 | 松阪市 |
| 飯 高 郡 | 大平尾村   | 大平尾村   | 大平尾村            | 大平尾村              | 港村                       | 港村                        | 港村                       | 昭和29年10月15日 松阪市に編入 | 松阪市                     | 平成17年1月1日 松阪市 | 松阪市 |
| 飯 高 郡 | 猟師村     | 猟師村     | 猟師村              | 猟師村                | 港村                       | 港村                        | 港村                       | 昭和29年10月15日 松阪市に編入 | 松阪市                     | 平成17年1月1日 松阪市 | 松阪市 |
| 飯 高 郡 | 丹生寺村   | 丹生寺村   | 丹生寺村            | 丹生寺村              | 松尾村                     | 松尾村                      | 松尾村                     | 昭和29年10月15日 松阪市に編入 | 松阪市                     | 平成17年1月1日 松阪市 | 松阪市 |
| 飯 高 郡 | 立野村     | 立野村     | 立野村              | 立野村                | 松尾村                     | 松尾村                      | 松尾村                     | 昭和29年10月15日 松阪市に編入 | 松阪市                     | 平成17年1月1日 松阪市 | 松阪市 |
| 飯 高 郡 | 岡本村     | 岡本村     | 岡本村              | 岡本村                | 松尾村                     | 松尾村                      | 松尾村                     | 昭和29年10月15日 松阪市に編入 | 松阪市                     | 平成17年1月1日 松阪市 | 松阪市 |
| 飯 高 郡 | 藤ノ木村   | 藤ノ木村   | 藤ノ木村            | 藤ノ木村              | 松尾村                     | 松尾村                      | 松尾村                     | 昭和29年10月15日 松阪市に編入 | 松阪市                     | 平成17年1月1日 松阪市 | 松阪市 |
| 飯 高 郡 | 阿形村     | 阿形村     | 阿形村              | 阿形村                | 松尾村                     | 松尾村                      | 松尾村                     | 昭和29年10月15日 松阪市に編入 | 松阪市                     | 平成17年1月1日 松阪市 | 松阪市 |
| 飯 高 郡 | 大足村     | 大足村     | 大足村              | 大足村                | 松尾村                     | 松尾村                      | 松尾村                     | 昭和29年10月15日 松阪市に編入 | 松阪市                     | 平成17年1月1日 松阪市 | 松阪市 |
| 飯 高 郡 | 西野村     | 西野村     | 西野村              | 西野村                | 松尾村                     | 松尾村                      | 松尾村                     | 昭和29年10月15日 松阪市に編入 | 松阪市                     | 平成17年1月1日 松阪市 | 松阪市 |
| 飯 高 郡 | 伊勢寺村   | 一部       | 伊勢寺村            | 伊勢寺村              | 松尾村                     | 松尾村                      | 松尾村                     | 昭和29年10月15日 松阪市に編入 | 松阪市                     | 平成17年1月1日 松阪市 | 松阪市 |
| 飯 高 郡 | 伊勢寺村   | 一部を除く | 伊勢寺村            | 伊勢寺村              | 伊勢寺村                   | 伊勢寺村                    | 伊勢寺村                   | 昭和26年12月1日 松阪市に編入  | 松阪市                     | 平成17年1月1日 松阪市 | 松阪市 |
| 飯 高 郡 | 深長村     | 深長村     | 深長村              | 深長村                | 伊勢寺村                   | 伊勢寺村                    | 伊勢寺村                   | 昭和26年12月1日 松阪市に編入  | 松阪市                     | 平成17年1月1日 松阪市 | 松阪市 |
| 飯 高 郡 | 野村       | 野村       | 野村                | 野村                  | 伊勢寺村                   | 伊勢寺村                    | 伊勢寺村                   | 昭和26年12月1日 松阪市に編入  | 松阪市                     | 平成17年1月1日 松阪市 | 松阪市 |
| 飯 高 郡 | 岩内村     | 岩内村     | 岩内村              | 岩内村                | 伊勢寺村                   | 伊勢寺村                    | 伊勢寺村                   | 昭和26年12月1日 松阪市に編入  | 松阪市                     | 平成17年1月1日 松阪市 | 松阪市 |
| 飯 高 郡 | 八重田村   | 八重田村   | 八重田村            | 八重田村              | 伊勢寺村                   | 伊勢寺村                    | 伊勢寺村                   | 昭和26年12月1日 松阪市に編入  | 松阪市                     | 平成17年1月1日 松阪市 | 松阪市 |
| 飯 高 郡 | 殿村       | 殿村       | 殿村                | 殿村                  | 伊勢寺村                   | 伊勢寺村                    | 伊勢寺村                   | 昭和26年12月1日 松阪市に編入  | 松阪市                     | 平成17年1月1日 松阪市 | 松阪市 |
| 飯 高 郡 | 大石村     | 大石村     | 大石村              | 大石村                | 大石村                     | 大石村                      | 大石村                     | 昭和30年4月1日 松阪市に編入   | 松阪市                     | 平成17年1月1日 松阪市 | 松阪市 |
| 飯 高 郡 | 小片野村   | 小片野村   | 小片野村            | 小片野村              | 大石村                     | 大石村                      | 大石村                     | 昭和30年4月1日 松阪市に編入   | 松阪市                     | 平成17年1月1日 松阪市 | 松阪市 |
| 飯 高 郡 | 六呂木村   | 六呂木村   | 六呂木村            | 六呂木村              | 大石村                     | 大石村                      | 大石村                     | 昭和30年4月1日 松阪市に編入   | 松阪市                     | 平成17年1月1日 松阪市 | 松阪市 |
| 飯 高 郡 | 上茅原田村 | 上茅原田村 | 上茅原田村          | 明治9年 茅原村        | 茅広江村 の一部            | 茅広江村の一部              | 茅広江村の一部             | 昭和30年4月1日 松阪市に編入   | 松阪市                     | 平成17年1月1日 松阪市 | 松阪市 |
| 飯 高 郡 | 下茅原田村 | 下茅原田村 | 下茅原田村          | 明治9年 茅原村        | 茅広江村 の一部            | 茅広江村の一部              | 茅広江村の一部             | 昭和30年4月1日 松阪市に編入   | 松阪市                     | 平成17年1月1日 松阪市 | 松阪市 |
| 飯 高 郡 | 広瀬村     | 広瀬村     | 広瀬村              | 広瀬村                | 茅広江村 の一部            | 茅広江村の一部              | 茅広江村の一部             | 昭和30年4月1日 松阪市に編入   | 松阪市                     | 平成17年1月1日 松阪市 | 松阪市 |
| 一 志 郡 | 小阿坂村   | 小阿坂村   | 小阿坂村            | 小阿坂村              | 阿坂村                     | 阿坂村                      | 阿坂村                     | 昭和29年10月15日 松阪市に編入 | 松阪市                     | 平成17年1月1日 松阪市 | 松阪市 |
| 一 志 郡 | 大阿坂村   | 大阿坂村   | 大阿坂村            | 大阿坂村              | 阿坂村                     | 阿坂村                      | 阿坂村                     | 昭和29年10月15日 松阪市に編入 | 松阪市                     | 平成17年1月1日 松阪市 | 松阪市 |
| 一 志 郡 | 美濃田村   | 美濃田村   | 美濃田村            | 美濃田村              | 阿坂村                     | 阿坂村                      | 阿坂村                     | 昭和29年10月15日 松阪市に編入 | 松阪市                     | 平成17年1月1日 松阪市 | 松阪市 |
| 一 志 郡 | 小野村     | 小野村     | 小野村              | 小野村                | 阿坂村                     | 阿坂村                      | 阿坂村                     | 昭和29年10月15日 松阪市に編入 | 松阪市                     | 平成17年1月1日 松阪市 | 松阪市 |
| 一 志 郡 | 松崎浦     | 松崎浦     | 松崎浦              | 松崎浦                | 松ヶ崎村                   | 松ヶ崎村                    | 松ヶ崎村                   | 昭和29年10月15日 松阪市に編入 | 松阪市                     | 平成17年1月1日 松阪市 | 松阪市 |
| 一 志 郡 | 松ヶ島村   | 松ヶ島村   | 松ヶ島村            | 松ヶ島村              | 松ヶ崎村                   | 松ヶ崎村                    | 松ヶ崎村                   | 昭和29年10月15日 松阪市に編入 | 松阪市                     | 平成17年1月1日 松阪市 | 松阪市 |
| 一 志 郡 | 三渡新田   | 三渡新田   | 三渡新田            | 明治9年 改称 三渡村   | 松ヶ崎村                   | 松ヶ崎村                    | 松ヶ崎村                   | 昭和29年10月15日 松阪市に編入 | 松阪市                     | 平成17年1月1日 松阪市 | 松阪市 |
| 一 志 郡 | 柚原村     | 柚原村     | 柚原村              | 柚原村                | 宇気郷村                   | 宇気郷村                    | 宇気郷村                   | 昭和30年3月15日 松阪市に編入  | 松阪市                     | 平成17年1月1日 松阪市 | 松阪市 |
| 一 志 郡 | 上小川村   | 上小川村   | 上小川村            | 上小川村              | 宇気郷村                   | 宇気郷村                    | 宇気郷村                   | 昭和30年3月15日 松阪市に編入  | 松阪市                     | 平成17年1月1日 松阪市 | 松阪市 |
| 一 志 郡 | 与原村     | 与原村     | 与原村              | 与原村                | 宇気郷村                   | 宇気郷村                    | 宇気郷村                   | 昭和30年3月15日 松阪市に編入  | 松阪市                     | 平成17年1月1日 松阪市 | 松阪市 |
| 一 志 郡 | 飯福田村   | 飯福田村   | 飯福田村            | 飯福田村              | 宇気郷村                   | 宇気郷村                    | 宇気郷村                   | 昭和30年3月15日 松阪市に編入  | 松阪市                     | 平成17年1月1日 松阪市 | 松阪市 |
| 一 志 郡 | 小原村     | 小原村     | 小原村              | 小原村                | 宇気郷村                   | 宇気郷村                    | 宇気郷村                   | 昭和30年3月15日 嬉野町        | 嬉野町                     | 平成17年1月1日 松阪市 | 松阪市 |
| 一 志 郡 | 後山村     | 後山村     | 後山村              | 後山村                | 宇気郷村                   | 宇気郷村                    | 宇気郷村                   | 昭和30年3月15日 嬉野町        | 嬉野町                     | 平成17年1月1日 松阪市 | 松阪市 |
| 一 志 郡 | 森本村     | 森本村     | 森本村              | 森本村                | 中郷村                     | 中郷村                      | 中郷村                     | 昭和30年3月15日 嬉野町        | 嬉野町                     | 平成17年1月1日 松阪市 | 松阪市 |
| 一 志 郡 | 宮野村     | 宮野村     | 宮野村              | 宮野村                | 中郷村                     | 中郷村                      | 中郷村                     | 昭和30年3月15日 嬉野町        | 嬉野町                     | 平成17年1月1日 松阪市 | 松阪市 |
| 一 志 郡 | 滝ノ川村   | 滝ノ川村   | 滝ノ川村            | 滝ノ川村              | 中郷村                     | 中郷村                      | 中郷村                     | 昭和30年3月15日 嬉野町        | 嬉野町                     | 平成17年1月1日 松阪市 | 松阪市 |
| 一 志 郡 | 矢下村     | 矢下村     | 矢下村              | 矢下村                | 中郷村                     | 中郷村                      | 中郷村                     | 昭和30年3月15日 嬉野町        | 嬉野町                     | 平成17年1月1日 松阪市 | 松阪市 |
| 一 志 郡 | 合ヶ野村   | 合ヶ野村   | 合ヶ野村            | 合ヶ野村              | 中郷村                     | 中郷村                      | 中郷村                     | 昭和30年3月15日 嬉野町        | 嬉野町                     | 平成17年1月1日 松阪市 | 松阪市 |
| 一 志 郡 | 釜生田村   | 釜生田村   | 釜生田村            | 釜生田村              | 中郷村                     | 中郷村                      | 中郷村                     | 昭和30年3月15日 嬉野町        | 嬉野町                     | 平成17年1月1日 松阪市 | 松阪市 |
| 一 志 郡 | 岩倉村     | 岩倉村     | 岩倉村              | 岩倉村                | 中郷村                     | 中郷村                      | 中郷村                     | 昭和30年3月15日 嬉野町        | 嬉野町                     | 平成17年1月1日 松阪市 | 松阪市 |
| 一 志 郡 | 堀ノ内村   | 堀ノ内村   | 堀ノ内村            | 堀ノ内村              | 豊地村                     | 豊地村                      | 豊地村                     | 昭和30年3月15日 嬉野町        | 嬉野町                     | 平成17年1月1日 松阪市 | 松阪市 |
| 一 志 郡 | 薬王寺村   | 薬王寺村   | 薬王寺村            | 薬王寺村              | 豊地村                     | 豊地村                      | 豊地村                     | 昭和30年3月15日 嬉野町        | 嬉野町                     | 平成17年1月1日 松阪市 | 松阪市 |
| 一 志 郡 | 八田村     | 八田村     | 八田村              | 八田村                | 豊地村                     | 豊地村                      | 豊地村                     | 昭和30年3月15日 嬉野町        | 嬉野町                     | 平成17年1月1日 松阪市 | 松阪市 |
| 一 志 郡 | 下ノ庄村   | 下ノ庄村   | 下ノ庄村            | 下ノ庄村              | 豊地村                     | 豊地村                      | 豊地村                     | 昭和30年3月15日 嬉野町        | 嬉野町                     | 平成17年1月1日 松阪市 | 松阪市 |
| 一 志 郡 | 一志村     | 一志村     | 一志村              | 一志村                | 豊地村                     | 豊地村                      | 豊地村                     | 昭和30年3月15日 嬉野町        | 嬉野町                     | 平成17年1月1日 松阪市 | 松阪市 |
| 一 志 郡 | 島田村     | 島田村     | 島田村              | 島田村                | 豊地村                     | 豊地村                      | 豊地村                     | 昭和30年3月15日 嬉野町        | 嬉野町                     | 平成17年1月1日 松阪市 | 松阪市 |
| 一 志 郡 | 井ノ上村   | 井ノ上村   | 井ノ上村            | 井ノ上村              | 豊地村                     | 豊地村                      | 豊地村                     | 昭和30年3月15日 嬉野町        | 嬉野町                     | 平成17年1月1日 松阪市 | 松阪市 |
| 一 志 郡 | 小川村     | 小川村     | 小川村              | 小川村                | 中川村                     | 中川村                      | 中川村                     | 昭和30年3月15日 嬉野町        | 嬉野町                     | 平成17年1月1日 松阪市 | 松阪市 |
| 一 志 郡 | 野田村     | 野田村     | 野田村              | 野田村                | 中川村                     | 中川村                      | 中川村                     | 昭和30年3月15日 嬉野町        | 嬉野町                     | 平成17年1月1日 松阪市 | 松阪市 |
| 一 志 郡 | 黒田村     | 黒田村     | 黒田村              | 黒田村                | 中川村                     | 中川村                      | 中川村                     | 昭和30年3月15日 嬉野町        | 嬉野町                     | 平成17年1月1日 松阪市 | 松阪市 |
| 一 志 郡 | 見永村     | 見永村     | 見永村              | 見永村                | 中川村                     | 中川村                      | 中川村                     | 昭和30年3月15日 嬉野町        | 嬉野町                     | 平成17年1月1日 松阪市 | 松阪市 |
| 一 志 郡 | 宮古村     | 宮古村     | 宮古村              | 宮古村                | 中川村                     | 中川村                      | 中川村                     | 昭和30年3月15日 嬉野町        | 嬉野町                     | 平成17年1月1日 松阪市 | 松阪市 |
| 一 志 郡 | 天花寺村   | 天花寺村   | 天花寺村            | 天花寺村              | 中川村                     | 中川村                      | 中川村                     | 昭和30年3月15日 嬉野町        | 嬉野町                     | 平成17年1月1日 松阪市 | 松阪市 |
| 一 志 郡 | 平生村     | 平生村     | 平生村              | 平生村                | 中川村                     | 中川村                      | 中川村                     | 昭和30年3月15日 嬉野町        | 嬉野町                     | 平成17年1月1日 松阪市 | 松阪市 |
| 一 志 郡 | 新屋庄村   | 新屋庄村   | 新屋庄村            | 新屋庄村              | 豊田村                     | 豊田村                      | 豊田村                     | 昭和30年3月15日 嬉野町        | 嬉野町                     | 平成17年1月1日 松阪市 | 松阪市 |
| 一 志 郡 | 川原木造村 | 川原木造村 | 川原木造村          | 川原木造村            | 豊田村                     | 豊田村                      | 豊田村                     | 昭和30年3月15日 嬉野町        | 嬉野町                     | 平成17年1月1日 松阪市 | 松阪市 |
| 一 志 郡 | 川北村     | 川北村     | 川北村              | 川北村                | 豊田村                     | 豊田村                      | 豊田村                     | 昭和30年3月15日 嬉野町        | 嬉野町                     | 平成17年1月1日 松阪市 | 松阪市 |
| 一 志 郡 | 須賀村     | 須賀村     | 須賀村              | 須賀村                | 豊田村                     | 豊田村                      | 豊田村                     | 昭和30年3月15日 嬉野町        | 嬉野町                     | 平成17年1月1日 松阪市 | 松阪市 |
| 一 志 郡 | 権現前村   | 権現前村   | 権現前村            | 権現前村              | 豊田村                     | 豊田村                      | 豊田村                     | 昭和30年3月15日 嬉野町        | 嬉野町                     | 平成17年1月1日 松阪市 | 松阪市 |
| 一 志 郡 | 小村       | 小村       | 小村                | 小村                  | 豊田村                     | 豊田村                      | 豊田村                     | 昭和30年3月15日 嬉野町        | 嬉野町                     | 平成17年1月1日 松阪市 | 松阪市 |
| 一 志 郡 | 田村       | 田村       | 田村                | 田村                  | 中原村                     | 中原村                      | 中原村                     | 昭和30年3月15日 嬉野町        | 嬉野町                     | 平成17年1月1日 松阪市 | 松阪市 |
| 一 志 郡 | 黒野村     | 黒野村     | 黒野村              | 黒野村                | 中原村                     | 中原村                      | 中原村                     | 昭和30年3月15日 嬉野町        | 嬉野町                     | 平成17年1月1日 松阪市 | 松阪市 |
| 一 志 郡 | 津屋城村   | 津屋城村   | 津屋城村            | 津屋城村              | 中原村                     | 中原村                      | 中原村                     | 昭和30年3月15日 嬉野町        | 嬉野町                     | 平成17年1月1日 松阪市 | 松阪市 |
| 一 志 郡 | 須賀領村   | 須賀領村   | 須賀領村            | 須賀領村              | 中原村                     | 中原村                      | 中原村                     | 昭和30年3月15日 嬉野町        | 嬉野町                     | 平成17年1月1日 松阪市 | 松阪市 |
| 一 志 郡 | 算所村     | 算所村     | 算所村              | 算所村                | 中原村                     | 中原村                      | 中原村                     | 昭和30年3月15日 嬉野町        | 嬉野町                     | 平成17年1月1日 松阪市 | 松阪市 |
| 一 志 郡 | 久米村     | 久米村     | 久米村              | 久米村                | 米ノ庄村                   | 米ノ庄村                    | 米ノ庄村                   | 昭和30年3月21日 三雲村        | 昭和61年4月1日 町制 三雲町 | 平成17年1月1日 松阪市 | 松阪市 |
| 一 志 郡 | 市場庄村   | 市場庄村   | 市場庄村            | 市場庄村              | 米ノ庄村                   | 米ノ庄村                    | 米ノ庄村                   | 昭和30年3月21日 三雲村        | 昭和61年4月1日 町制 三雲町 | 平成17年1月1日 松阪市 | 松阪市 |
| 一 志 郡 | 中ノ庄村   | 中ノ庄村   | 中ノ庄村            | 中ノ庄村              | 米ノ庄村                   | 米ノ庄村                    | 米ノ庄村                   | 昭和30年3月21日 三雲村        | 昭和61年4月1日 町制 三雲町 | 平成17年1月1日 松阪市 | 松阪市 |
| 一 志 郡 | 上ノ庄村   | 上ノ庄村   | 上ノ庄村            | 上ノ庄村              | 米ノ庄村                   | 米ノ庄村                    | 米ノ庄村                   | 昭和30年3月21日 三雲村        | 昭和61年4月1日 町制 三雲町 | 平成17年1月1日 松阪市 | 松阪市 |
| 一 志 郡 | 曽原村     | 曽原村     | 曽原村              | 曽原村                | 天白村                     | 天白村                      | 天白村                     | 昭和30年3月21日 三雲村        | 昭和61年4月1日 町制 三雲町 | 平成17年1月1日 松阪市 | 松阪市 |
| 一 志 郡 | 小津村     | 小津村     | 小津村              | 小津村                | 天白村                     | 天白村                      | 天白村                     | 昭和30年3月21日 三雲村        | 昭和61年4月1日 町制 三雲町 | 平成17年1月1日 松阪市 | 松阪市 |
| 一 志 郡 | 中道村     | 中道村     | 中道村              | 中道村                | 天白村                     | 天白村                      | 天白村                     | 昭和30年3月21日 三雲村        | 昭和61年4月1日 町制 三雲町 | 平成17年1月1日 松阪市 | 松阪市 |
| 一 志 郡 | 中林村     | 中林村     | 中林村              | 中林村                | 天白村                     | 天白村                      | 天白村                     | 昭和30年3月21日 三雲村        | 昭和61年4月1日 町制 三雲町 | 平成17年1月1日 松阪市 | 松阪市 |
| 一 志 郡 | 喜多村新田 | 喜多村新田 | 喜多村新田          | 喜多村新田            | 天白村                     | 天白村                      | 天白村                     | 昭和30年3月21日 三雲村        | 昭和61年4月1日 町制 三雲町 | 平成17年1月1日 松阪市 | 松阪市 |
| 一 志 郡 | 笠松村     | 笠松村     | 笠松村              | 笠松村                | 鵲村                       | 鵲村                        | 鵲村                       | 昭和30年3月21日 三雲村        | 昭和61年4月1日 町制 三雲町 | 平成17年1月1日 松阪市 | 松阪市 |
| 一 志 郡 | 星合村     | 星合村     | 星合村              | 星合村                | 鵲村                       | 鵲村                        | 鵲村                       | 昭和30年3月21日 三雲村        | 昭和61年4月1日 町制 三雲町 | 平成17年1月1日 松阪市 | 松阪市 |
| 一 志 郡 | 小舟江村   | 小舟江村   | 小舟江村            | 小舟江村              | 鵲村                       | 鵲村                        | 鵲村                       | 昭和30年3月21日 三雲村        | 昭和61年4月1日 町制 三雲町 | 平成17年1月1日 松阪市 | 松阪市 |
| 一 志 郡 | 五主村     | 五主村     | 五主村              | 五主村                | 鵲村                       | 鵲村                        | 鵲村                       | 昭和30年3月21日 三雲村        | 昭和61年4月1日 町制 三雲町 | 平成17年1月1日 松阪市 | 松阪市 |
| 一 志 郡 | 森須川村   | 森須川村   | 森須川村            | 明治7年 改称 小野江村 | 小野江村                   | 小野江村                    | 小野江村                   | 昭和30年3月21日 三雲村        | 昭和61年4月1日 町制 三雲町 | 平成17年1月1日 松阪市 | 松阪市 |
| 一 志 郡 | 肥留村     | 肥留村     | 肥留村              | 肥留村                | 小野江村                   | 小野江村                    | 小野江村                   | 昭和30年3月21日 三雲村        | 昭和61年4月1日 町制 三雲町 | 平成17年1月1日 松阪市 | 松阪市 |
| 一 志 郡 | 西肥留村   | 西肥留村   | 西肥留村            | 西肥留村              | 小野江村                   | 小野江村                    | 小野江村                   | 昭和30年3月21日 三雲村        | 昭和61年4月1日 町制 三雲町 | 平成17年1月1日 松阪市 | 松阪市 |
| 一 志 郡 | 舞出村     | 舞出村     | 舞出村              | 舞出村                | 小野江村                   | 小野江村                    | 小野江村                   | 昭和30年3月21日 三雲村        | 昭和61年4月1日 町制 三雲町 | 平成17年1月1日 松阪市 | 松阪市 |
| 一 志 郡 | 甚目村     | 甚目村     | 甚目村              | 甚目村                | 小野江村                   | 小野江村                    | 小野江村                   | 昭和30年3月21日 三雲村        | 昭和61年4月1日 町制 三雲町 | 平成17年1月1日 松阪市 | 松阪市 |

### 主な松坂商人
江戸時代中期、江戸店持ちの松坂商人は江戸日本橋周辺に約50軒となり、松坂出身の商人の多さが江戸中に知られるようになった。
江戸時代に活躍した松坂商人を輩出した主なエリアは以下。江戸進出の先駆者は飯野郡射和村の冨山家とされる。もともと射和は近隣の多気郡丹生村から入手した水銀を元に「軽粉」（けいふん）を製造し、「伊勢おしろい」として全国展開することで、室町時代から戦国時代にかけて大きく繁栄していた。ちなみに、三井高利の母・殊法は多気郡丹生村の大商家・永井家の生まれである。

#### 射和・中万エリア
- 国分家（屋号：大国屋）、竹川家、家城家、山本家、長井家
- 冨山家（屋号：大黒屋）、竹口家（屋号：乳熊屋）、中井家、小林家、近田家、堀木家、山上家

#### 松坂城下町エリア
- 鈴木家(伊豆蔵)、神部家(下蔵)、寺西家(雲出蔵)、小野田家(射和蔵)、鎌田家(鎌田蔵)、不明(美矢古蔵)
  - これらを「蔵方」と呼ぶ。初期の有力な松坂商人。蒲生氏郷が松坂城に入城した天正16年（1588）に松ヶ島から松坂城下町に移住した有力町人。
- 三井家（屋号：越後屋）、小津家（屋号：小津屋）、長谷川家（屋号：丹波屋）、長井家（屋号：大和屋）、殿村家、中川家、角屋、荒木家

#### その他エリア
- 下蛸路村・堀口家、清水村・乾家

### その他の歴史
- 江戸時代においては伊勢参宮の玄関口となる都市であったが、伊勢参宮街道沿いには宿屋や茶屋だけでなく、『全国遊郭案内』（1930年（昭和5年））によると「西郭」と「東郭」の2箇所に遊郭が14軒存在していた。前者は現在の川井町や西町あたりで、後者は現在の愛宕町あたりである。遊郭には芸妓と娼妓が在籍し、顧客をもてなした。滝沢馬琴は、伊勢国における遊郭の中では、伊勢神宮近くの古市に次ぐと評価した。なお、『風俗文選』（1706年（宝永3年））には、「四五百の森」（よいほのもり）近辺の矢川庄（現在の京町）にも遊郭があったことがほのめかされている。
- さらに前時代に櫻井祐吉によって編集・発行された『松坂　くるわの志をり』（1902年（明治35年））によると、具体的な遊郭名として以下が挙げられている。
  - 東郭（愛宕町）：茱花樓、廣月樓、開榮舎、豊榮樓、新開樓、春笑樓、又盛樓、勇榮樓、末廣樓、明月樓、伊呂波樓、開花樓、花月樓、花廻家（町芸妓）
  - 西郭（西町、川井町）：満喜樓、春木樓、常盤樓、柏？樓、残月樓、嬌翠樓、開晴樓、松川樓、鶴聲樓、新稲本樓、松月樓、錦水樓、菊家、清川樓、暾香樓、芳春樓、魁春樓、開運樓、保盛樓、朝日樓、
- 伊勢神宮内宮にある「風日祈宮」に渡る橋にある擬宝珠には、「奉行　嘉永六癸丑年　六月吉祥日　山口丹波守　源正信 御鋳物師　蛸路住　常保河内作」と刻印されている。嘉永6年（1853年）に山口丹波守の依頼を受け、中世から鋳物師の里だったとも言われる飯野郡蛸路村（現在の上蛸路町）に住み名工とされた常保河内藤原清長が製作したものであることがわかる。他にも、妙楽寺の梵鐘、菅相寺 (松阪天神) の神牛も常保河内が製作。なお、神牛は三井の手代山村治助外二十七名が商売繁盛の祈願をこめて奉納したものであり、三越の帳調「いせまつさかえちうし」の由来となっている。
- 松阪三珍花（松阪ナデシコ・松阪ハナショウブ・松阪キク）は、江戸時代後期に松坂城の城下町に住む紀州藩士たちが育成を始め、いずれも「花弁が縮れて垂れる」というユニークな花の形態を持つ。これら松阪発祥の３品種は、明治時代には伊勢撫子・伊勢花菖蒲・伊勢菊とも呼ばれて日本全国に広がり珍重された。

## 人口
松阪市全体としては、合併が行われた2005年（平成17年）以降人口が減少傾向にあるが、嬉野地区と三雲地区では宅地開発により人口増加がみられ、飯南地区と飯高地区では人口減少が著しい。
| |                                        |  |
| 松阪市と全国の年齢別人口分布（2005年） | 松阪市の年齢・男女別人口分布（2005年） |  |
| ■紫色 ― 松阪市 ■緑色 ― 日本全国 | ■青色 ― 男性 ■赤色 ― 女性              |  |
| 松阪市（に相当する地域）の人口の推移 \| 1970年（昭和45年） \| 139,161人 \| \| \| 1975年（昭和50年） \| 147,135人 \| \| \| 1980年（昭和55年） \| 153,185人 \| \| \| 1985年（昭和60年） \| 158,155人 \| \| \| 1990年（平成2年） \| 159,625人 \| \| \| 1995年（平成7年） \| 163,131人 \| \| \| 2000年（平成12年） \| 164,504人 \| \| \| 2005年（平成17年） \| 168,973人 \| \| \| 2010年（平成22年） \| 168,017人 \| \| \| 2015年（平成27年） \| 163,863人 \| \| \| 2020年（令和2年） \| 159,145人 \| \| |                                        |  |
| 総務省統計局 国勢調査より |                                        |  |
| 1970年（昭和45年） | 139,161人                              |  |
| 1975年（昭和50年） | 147,135人                              |  |
| 1980年（昭和55年） | 153,185人                              |  |
| 1985年（昭和60年） | 158,155人                              |  |
| 1990年（平成2年） | 159,625人                              |  |
| 1995年（平成7年） | 163,131人                              |  |
| 2000年（平成12年） | 164,504人                              |  |
| 2005年（平成17年） | 168,973人                              |  |
| 2010年（平成22年） | 168,017人                              |  |
| 2015年（平成27年） | 163,863人                              |  |
| 2020年（令和2年） | 159,145人                              |  |

## 行政

### 歴代市長
| 代             | 氏名           | 就任日                     | 退任日                     | 備考           |
| 官選旧松阪市長 | 官選旧松阪市長 | 官選旧松阪市長             | 官選旧松阪市長             | 官選旧松阪市長 |
| -------------- | -------------- | -------------------------- | -------------------------- | -------------- |
| 1              | 小出三郎       | 1933年（昭和8年）3月24日   | 1937年（昭和12年）3月22日  |                |
| 2              | 和田潤         | 1937年（昭和12年）6月1日   | 1941年（昭和16年）5月31日  |                |
| 3              | 後藤脩         | 1941年（昭和16年）10月29日 | 1946年（昭和21年）11月24日 |                |
| 公選旧松阪市長 |                |                            |                            |                |
| 4              | 庄司桂一       | 1947年（昭和22年）4月5日   | 1955年（昭和30年）4月30日  |                |
| 5              | 後藤脩         | 1955年（昭和30年）5月1日   | 1957年（昭和32年）1月15日  |                |
| 6              | 梅川文男       | 1957年（昭和32年）3月4日   | 1968年（昭和43年）4月4日   |                |
| 7              | 吉田逸郎       | 1968年（昭和43年）5月23日  | 1988年（昭和63年）5月22日  |                |
| 8              | 奥田清晴       | 1988年（昭和63年）5月23日  | 2000年（平成12年）5月22日  |                |
| 9              | 野呂昭彦       | 2000年（平成12年）5月23日  | 2003年（平成15年）2月18日  |                |
| 10             | 下村猛         | 2003年（平成15年）4月27日  | 2004年（平成16年）12月31日 |                |
| 松阪市長       |                |                            |                            |                |
| 1              | 下村猛         | 2005年（平成17年）2月6日   | 2009年（平成21年）2月5日   |                |
| 2              | 山中光茂       | 2009年（平成21年）2月6日   | 2015年（平成27年）9月30日  |                |
| 3              | 竹上真人       | 2015年（平成27年）10月4日  | 現職                       |                |

### 関連団体
- 松阪牛連絡協議会
  - 松阪牛協議会・松阪肉牛協会・松阪肉牛共進会
  - いずれも松阪市役所に事務局を置き、松阪市長が会長を務めている[18]。
- 松阪商工会議所
- 松阪市社会福祉協議会
- 松阪市教育委員会
- 松阪市観光協会
- 松阪フィルムコミッション
  - 映像文化に対する市民意識の向上に努め、映像作製の積極的な誘致・支援を行う。支援内容としては目的にあったロケーションのご案内やロケ地調整、撮影支援など。

## 議会

### 市議会
- 定数：28名
- 任期： 令和3年8月1日 - 令和7年7月31日
- 議長：山本芳敬 （就任：令和4年8月17日）
- 副議長：米倉芳周 （就任：令和4年8月17日）

| 会派名     | 議員数 |
| ---------- | ------ |
| 政友会     | 9      |
| 蒼水会     | 6      |
| 市民クラブ | 5      |
| 公明党     | 3      |
| 無会派     | 5      |
| 欠員       | 0      |

令和5年4月1日現在
なお、衆議院議員選挙の選挙区は「三重県第1区」、三重県議会議員選挙の選挙区は「松阪市選挙区」（定数：4） となっている。

### 衆議院
- 選挙区：三重1区（津市、松阪市）
- 任期：2021年10月31日 - 2025年10月30日
- 投票日：2021年10月31日
- 当日有権者数：359,419人
- 投票率：54.88％

| 当落 | 候補者名   | 年齢 | 所属党派                            | 新旧別 | 得票数    | 重複 |
| ---- | ---------- | ---- | ----------------------------------- | ------ | --------- | ---- |
| 当   | 田村憲久   | 56   | 自由民主党                          | 前     | 122,772票 | ○    |
|      | 松田直久   | 67   | 立憲民主党                          | 元     | 64,507票  | ○    |
|      | 山田いずみ | 35   | NHKと裁判してる党弁護士法72条違反で | 新     | 7,329票   | ○    |

## 産業

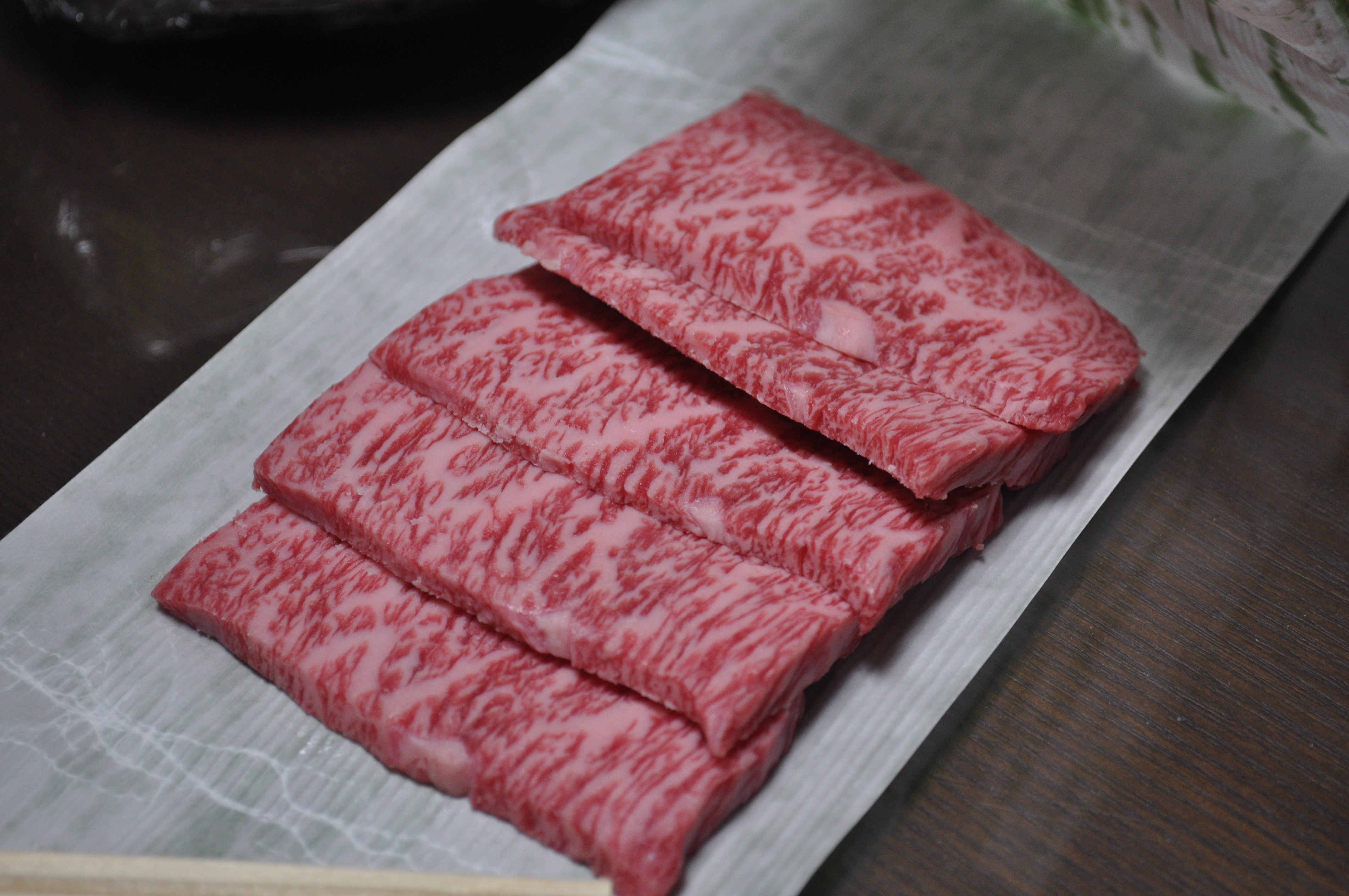
松阪牛

### 名産
- 松阪牛
- 松阪豚
- 松阪鶏焼き肉
- 老伴（柳屋奉善）
- 鈴最中
- 松阪万古
- 松阪木綿 - 明治時代では松阪市や明和町に織物工場などが約千軒あったが、現在は製造元は明和町に1軒のみ
- 松阪赤菜
- 鈴屋の牛肉まん
- 深野和紙
- 伊勢茶（松阪茶、飯南茶、飯高茶）
- エスカルゴ（三重エスカルゴ開発研究所）
- さわ餅[21][22]
- あら竹の駅弁（新竹商店） - 三重県内で唯一残った駅弁屋。松阪牛の黒毛和牛を素材に扱う
- あられ茶漬け - 米の代わりに田舎あられを使ったお茶漬け

### かつての名産
- 伊勢白粉（いせおしろい） - 丹生水銀を原料とした射和軽粉。化粧品や薬品として全国で流行。室町時代が最盛期。明治時代に断絶

### 企業

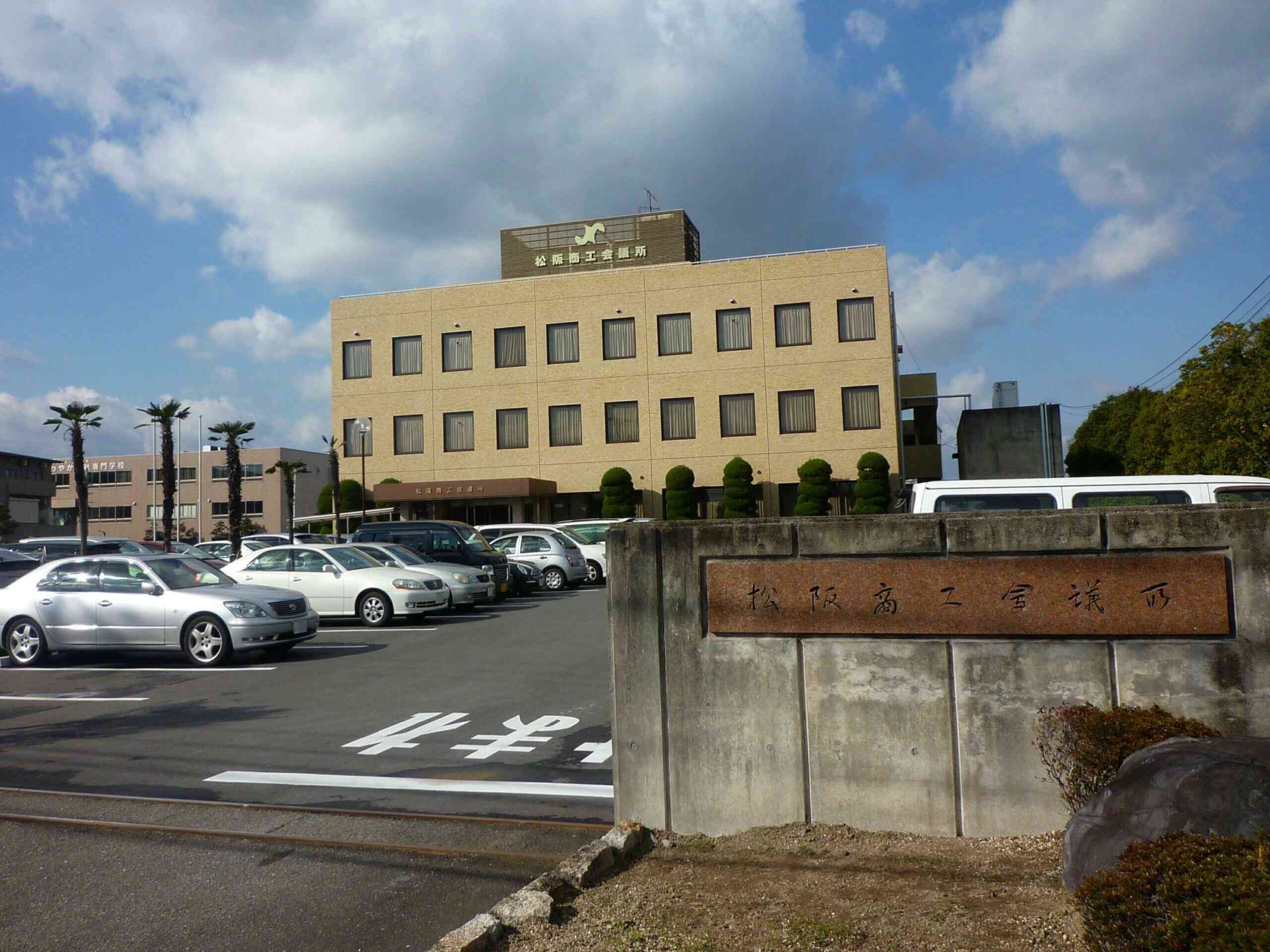
松阪商工会議所

#### 松阪市に本社を置く企業
- アクアプランネット
- アサヒ興業
- 一升びん
- 牛銀本店
- クラギ
- 三栄流通
- 三十三フィナンシャルグループ（登記上の本店）
- 新日本工業
- 中部ハーバー
- トライス株式会社
- ドリームHD（運送業）
- 松阪牛肉まん本舗
- 松阪ケーブルテレビ・ステーション（MCTV）
- 松阪興産株式会社
- 丸亀産業株式会社
- 三重エスカルゴ開発研究所
- 三重硝子
- 夕刊三重新聞社
- 和田金

##### かつて存在した企業
- オムロン松阪
- 三交百貨店
- 東洋ハーネス
- ユーエスマート
- 第三銀行
- 井村屋

#### 松阪市に工場を置く企業
- 愛知機械工業
- ヴァーレ・ジャパン
- セントラル硝子
- セントラルグラスファイバー
- 住友理工
- 凸版印刷
- パナソニックエレクトロニックデバイス
- 丸大食品
- 三重金属工業
- 三菱重工業
- 健栄製薬
- ヤマモリ
- ニプロファーマ

## 姉妹都市・提携都市

### 海外
友好都市
- 無錫市濱湖区（中華人民共和国江蘇省）：2008年4月14日友好都市提携

観光交流協定都市
- ホイアン市(ベトナム国クアンナム省)：朱印船の時代に松阪生まれの貿易商角屋七郎兵衛がホイアン日本人町の頭領を務めていたことや、松阪もめんの縞模様のルーツがホイアンであるという説があることなど、歴史的な繋がりをきっかけとして、平成25 年8月に観光交流協定を締結し、交流を開始。

### 国内
提携都市
- 浜田市（島根県）：松坂二代目藩主の古田重治の転封先であり、初代浜田藩主となった。第十二代浜田藩主の松平廉定は、本居宣長から源氏物語の聴講を受けた返礼として、宣長に駅鈴を授与。駅鈴はその後の松阪のシンボルとなっている。

蒲生氏郷公ゆかりネットワーク共同宣言都市
- 日野町　(滋賀県)：蒲生氏郷生誕の地がかつての近江日野。近江商人発祥の地でもある。松坂開府にあたって、蒲生氏郷は日野から商人を松坂に招き、城下町の商業による発展に繋げた。（その名残が、現在の松阪市日野町という地名に残っている。）
- 会津若松市　(福島県)：蒲生氏郷の転封先。会津まつりが開催されており、藩公行例では蒲生氏郷役を松阪市長が務めることが恒例となっている。

## 教育

### 大学・短期大学
- 三重中京大学（2013年12月18日閉学[10]）
- 三重中京大学短期大学部（2011年10月17日閉学[10]）

### 専修学校
- 松阪看護専門学校
- 三重県農業大学校（専修学校専門課程）

### 高等学校
- 三重県立松阪高等学校
- 三重県立松阪商業高等学校
- 三重県立松阪工業高等学校
- 三重県立飯南高等学校
- 三重高等学校

### 中学校
- 松阪市立大江中学校
- 松阪市立鎌田中学校
- 松阪市立久保中学校
- 松阪市立中部中学校

- 松阪市立東部中学校
- 松阪市立殿町中学校
- 松阪市立西中学校
- 松阪市立嬉野中学校

- 松阪市立三雲中学校
- 松阪市立飯南中学校
- 松阪市立飯高中学校[注 10]

- 多気町松阪市学校組合立多気中学校（射和小学校区が学区、学校所在地は多気郡多気町）
- 三重中学校

### 小学校
- 松阪市立第一小学校
- 松阪市立第二小学校
- 松阪市立第三小学校
- 松阪市立第四小学校
- 松阪市立第五小学校
- 松阪市立阿坂小学校
- 松阪市立射和小学校
- 松阪市立伊勢寺小学校
- 松阪市立大河内小学校

- 松阪市立幸小学校
- 松阪市立港小学校
- 松阪市立徳和小学校
- 松阪市立花岡小学校
- 松阪市立松江小学校
- 松阪市立松尾小学校
- 松阪市立松ヶ崎小学校
- 松阪市立南小学校
- 松阪市立山室山小学校

- 松阪市立中川小学校
- 松阪市立豊田小学校
- 松阪市立中原小学校
- 松阪市立豊地小学校
- 松阪市立鵲小学校
- 松阪市立小野江小学校
- 松阪市立天白小学校
- 松阪市立米ノ庄小学校
- 松阪市立柿野小学校

- 松阪市立粥見小学校
- 松阪市立宮前小学校
- 松阪市立香肌小学校
- 松阪市立揥水小学校
- 松阪市立漕代小学校
- 松阪市立朝見小学校
- 松阪市立機殿小学校
- 松阪市立西黒部小学校
- 松阪市立東黒部小学校

以下は休校中
- 松阪市立川俣小学校
- 松阪市立波瀬小学校
- 松阪市立仁柿小学校
- 松阪市立有間野小学校

なお、令和8年度（2026年度）に東黒部小学校・西黒部小学校・機殿小学校・朝見小学校の4校の統合、および揥水小学校・漕代小学校の2校の統合が行われる予定となっている。2025年（令和7年）2月18日、松阪市教育委員会定例会において議決され、校名が決定。それぞれ、松阪市立東部北（とうぶきた）小学校（東黒部・西黒部・機殿・朝見の4小学校の統合校）、松阪市立東部南（とうぶみなみ）小学校（揥水・漕代の2小学校の統合校）となる予定。

### 特別支援学校
- 三重県立松阪あゆみ特別支援学校

### 各種学校
- 向陽台総合学院 - 向陽台高等学校の技能連携校

### 図書館
- 松阪市図書館（松阪図書館・嬉野図書館）

## 施設

### 病院
- 松阪市民病院
- 松阪中央総合病院
- 済生会松阪総合病院

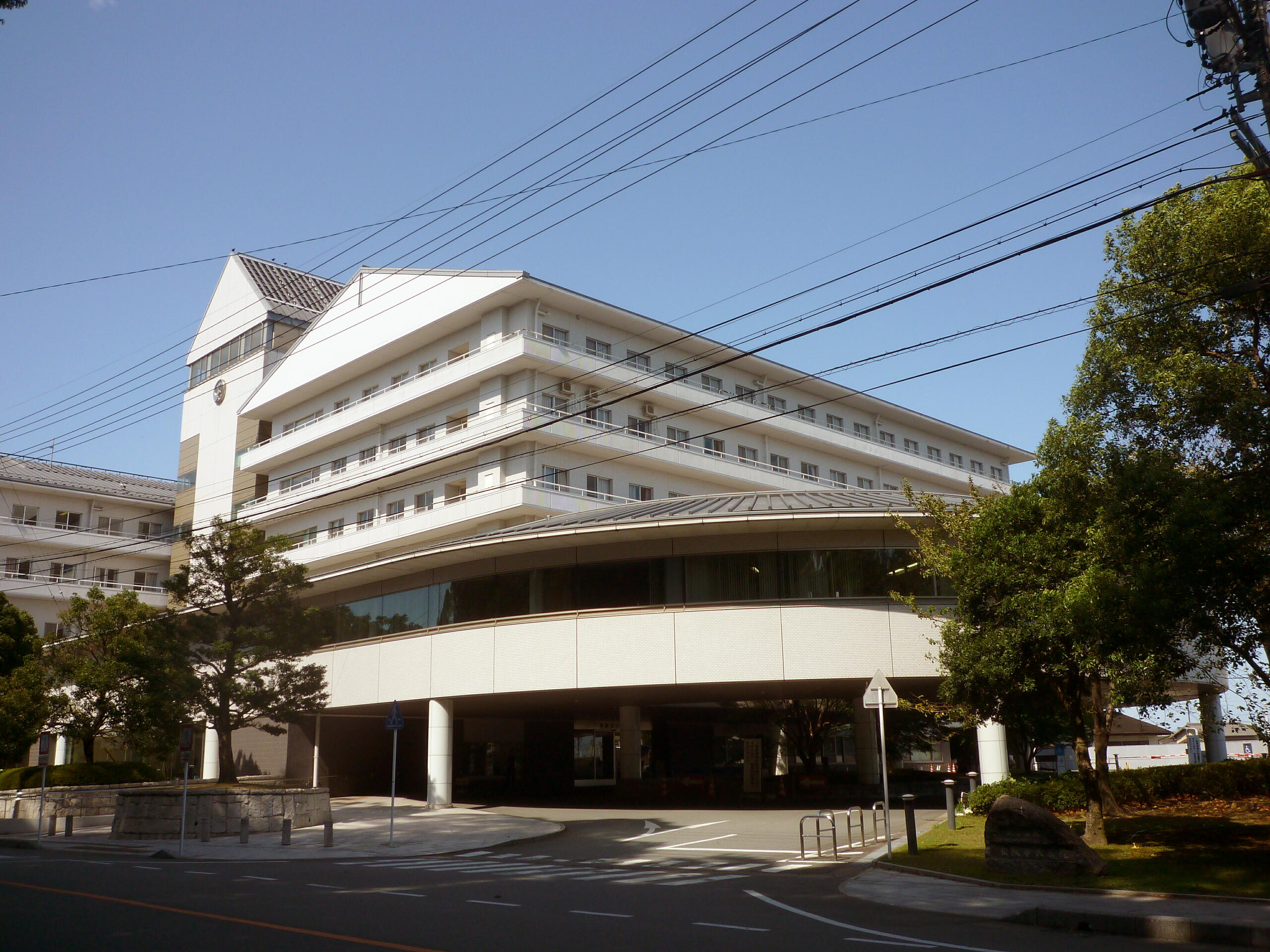
松阪市民病院
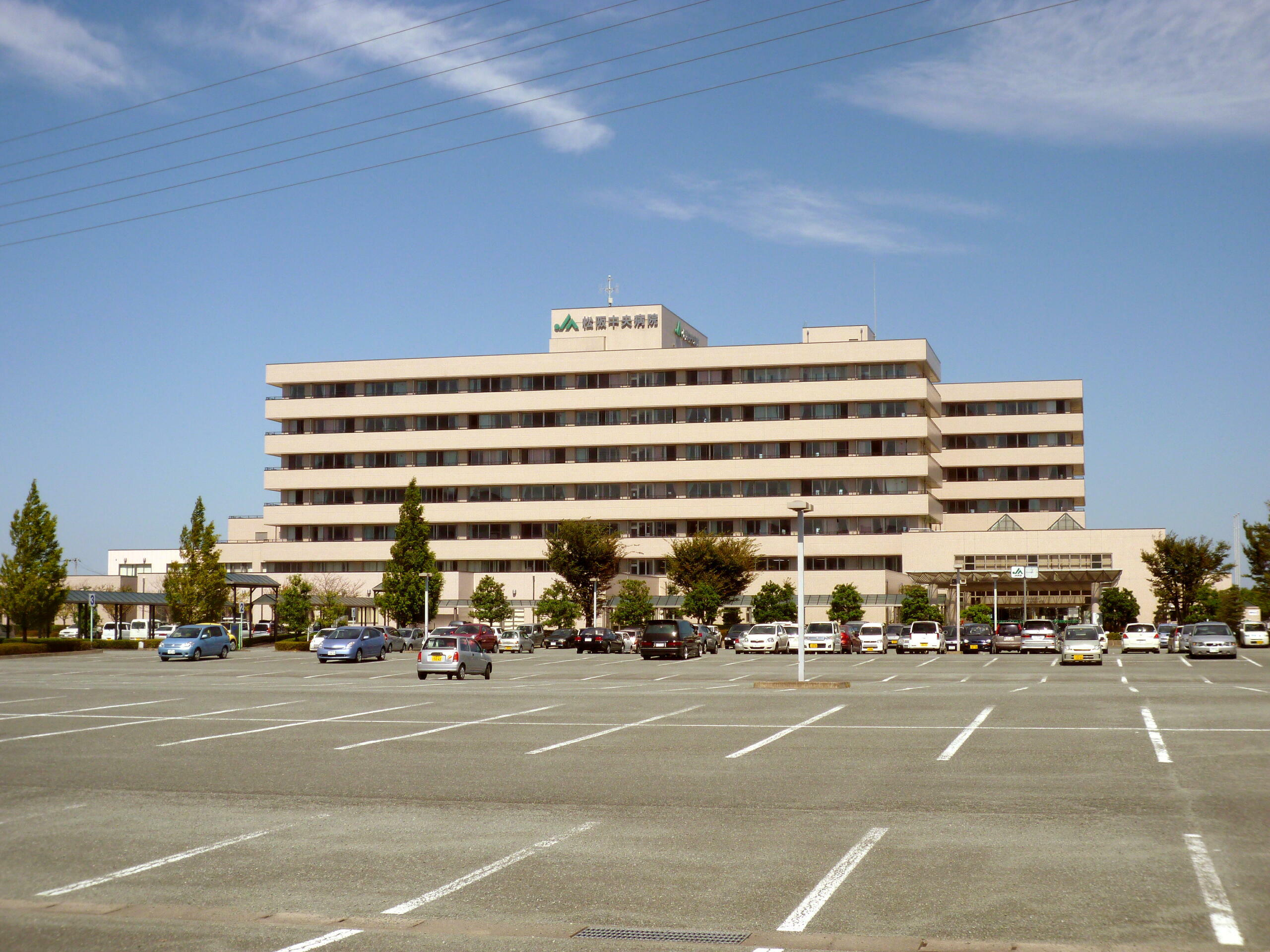
松阪中央総合病院
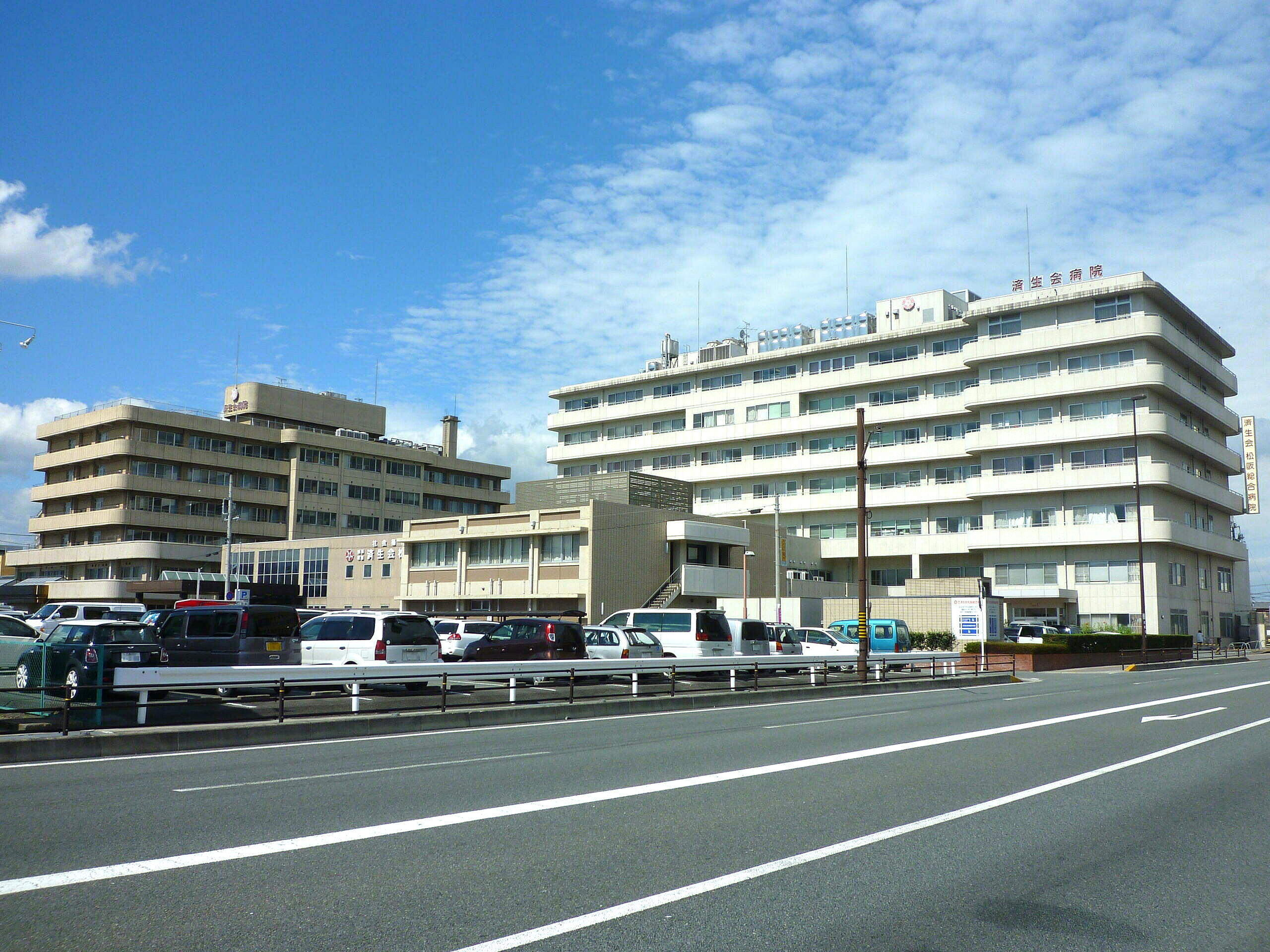
済生会松阪総合病院

市内の基幹３病院が２０２４年６月から、救急車で運ばれたが入院しなかった軽症患者に対して、選定療養費７７００円を徴収する運用を始めた。救急出動件数が増加するなか、軽症者による救急車の利用を抑制する狙い。

### 郵便
（2012年12月現在）
- 日本郵便株式会社
  - 松阪郵便局
  - 嬉野郵便局
  - 大石郵便局
  - 粥見郵便局
  - 宮前郵便局
  - 川俣郵便局

以上は集配局で、この他窓口業務のみを行う郵便局が35箇所（うち簡易郵便局が4箇所）ある。
- ゆうちょ銀行
  - 名古屋支店　松阪出張所（松阪郵便局と併設。ATMはホリデーサービス実施。）
  - 名古屋支店　メガマート松阪川井町店内出張所（ATMのみ／ホリデーサービス実施）
  - 名古屋支店　松阪市役所内出張所（ATMのみ／ホリデーサービス実施）

その他簡易郵便局を除く各郵便局にATMが設置されており、松阪駅前・松阪久保・六軒・松阪徳和・松阪船江・嬉野・粥見・宮前の各郵便局ではホリデーサービスを実施。
※松阪市内の郵便番号は以下の通り。
- 「515-00xx」「515-01xx」「515-02xx」「515-08xx」「515-11xx」「515-21xx」＝合併以前からの松阪市域（後述の地域を除く）および旧三雲町域。松阪郵便局の集配担当。
- 「515-12xx」＝大石町、小片野町、茅原町、広瀬町、六呂木町。大石郵便局の集配担当。
- 「515-23xx」「515-24xx」＝飯福田町、小野町、大阿坂町、小阿坂町、美濃田町、与原町、柚原町、後山町および旧嬉野町域。嬉野郵便局の集配担当。
- 「515-13xx」「515-14xx」＝飯南町深野、飯南町横野、飯南町下仁柿、飯南町上仁柿、飯南町粥見、飯南町向粥見、飯南町有間野。粥見郵便局の集配担当。
- 「515-15xx」＝旧飯高町域東部。宮前郵便局の集配担当。
- 「515-16xx」「515-17xx」＝旧飯高町中西部域。川俣郵便局の集配担当
- 「519-21xx」＝上蛸路町、下蛸路町、中万町、八太町、射和町、阿波曽町、庄町、御麻生薗町（および多気郡多気町の一部地域）。多気郵便局（多気町相可）の集配担当。

## 交通

### 鉄道
市の中心となる駅：松阪駅（JR東海、近鉄）
- 駅の北口と南口は改札によって隔てられているため通り抜けができない。
- 南北の連絡通路となる地下道が存在するが、駅からやや離れており、特に北口側からの視認性が課題。
- タクシー乗り場が北口、南口両方に存在。
- バス乗り場が南口側に存在。

東海旅客鉄道（JR東海）
- 紀勢本線
  - 六軒駅 - 松阪駅 - 徳和駅
- 名松線
  - 松阪駅 - 上ノ庄駅 - 権現前駅

近畿日本鉄道（近鉄）
- 大阪線
  - 伊勢中川駅
- 名古屋線
  - 伊勢中川駅
- 山田線
  - 伊勢中川駅 - 伊勢中原駅 - 松ヶ崎駅 - 松阪駅 - 東松阪駅 - 櫛田駅 - 漕代駅

### 路線バス

#### 高速バス
- 東京高速線： 大宮駅・池袋駅・新宿駅・立川駅・横浜駅 - 松阪駅前・伊勢市駅前・鳥羽BC （三重交通、三交伊勢志摩交通、西武観光バス） ※夜行
- 東京駅・横浜駅 - 名古屋駅・松阪市民文化会館前・近鉄松阪駅・宇治山田駅 （青木バス） ※夜行

#### 一般路線バス
- 三重交通
  - 56系統松阪熊野線： 松阪中央病院・松阪駅前 - 多気町 - 滝原宮前 - 紀伊長島 - 尾鷲市病院前 - 熊野古道センター - 熊野市駅前 - 三交南紀
- 三重急行自動車

### コミュニティバス・デマンド交通
- 鈴の音バス
- 宇気郷コミュニティバス
- 黒部・東地区コミュニティバス
- 飯南コミュニティバス「ほほえみ」
- 飯高地区コミュニティ交通かはだ
- 嬉野おおきんバス

### ラストワンマイルモビリティ
- シェアサイクルやキックボードの設置ポートは無し。（2024年時点）
- 松阪駅南口付近にある松阪駅観光センターでレンタサイクル貸し出しは行われている。

### 道路

#### 高速道路
- 伊勢自動車道
  - 一志嬉野IC - 嬉野PA - 松阪IC

#### 一般国道
- 国道23号、国道42号、国道166号、国道368号、国道422号

#### 三重県道
- 主要地方道
  - 20号松阪停車場線、24号松阪久居線、29号松阪青山線、30号嬉野美杉線、37号鳥羽松阪線、45号合ヶ野松阪線、58号松阪一志線、59号松阪第2環状線、60号伊勢松阪線
- 一般県道
  - 119、147、509、568、569、580、697、698、699、700、701、702、704、705、706、710、745、756、757、783

### 港湾
- 津松阪港（重要港湾）：松阪港。松阪港と中部国際空港間の直通便は2016年をもって廃止。

### 空港
無し

## 名所・旧跡・観光スポット・祭事・催事など
下段の通り、松阪市内には様々な名所・旧跡・観光スポットなどが存在する。しかしながら、現代では自動車を使った住民生活が主であるため、公共交通の整備が必ずしも十分とは言えず、遠方から鉄道などで来訪するビジネス客や観光客などに対する二次交通や周遊性の担保が長年の課題となっている。（宿泊施設も少ない。ドロップイン可能なコワーキング・コミュニティスペースも確認出来ない。）

### 伊勢参宮街道
- 近世においては伊勢神宮への参拝道として、伊勢参宮街道が整備されていた。日永の追分で東海道から分岐し、白子、津、松阪、斎宮を経由して伊勢神宮に至ることができた。
- 現在の松阪市日野町にあたる場所において、和歌山街道への分岐があった。（分岐を示す道標が存在。）
- 現在の松阪市本町と西町をつなぐ坂内川に架かる大橋は伊勢参宮街道上にあるが、大橋と和歌山街道分岐までの地区には多くの松坂商人ゆかりの場所が残っている。
- 江戸時代にはお伊勢参り（お陰参り）の旅人が行き交い、松坂商人の反映に繋がったとされる。
- 安土桃山時代に蒲生氏郷が松坂城を築城する際、松ヶ島城時代には海岸線を通っていた参宮街道を松坂城下町の中に移動させた。（松ヶ島城下町そのものを松坂城下に移転。）これが、後の江戸時代におけるお伊勢参りの旅行需要取り込み、松坂商人の反映の基礎となっているとされる。

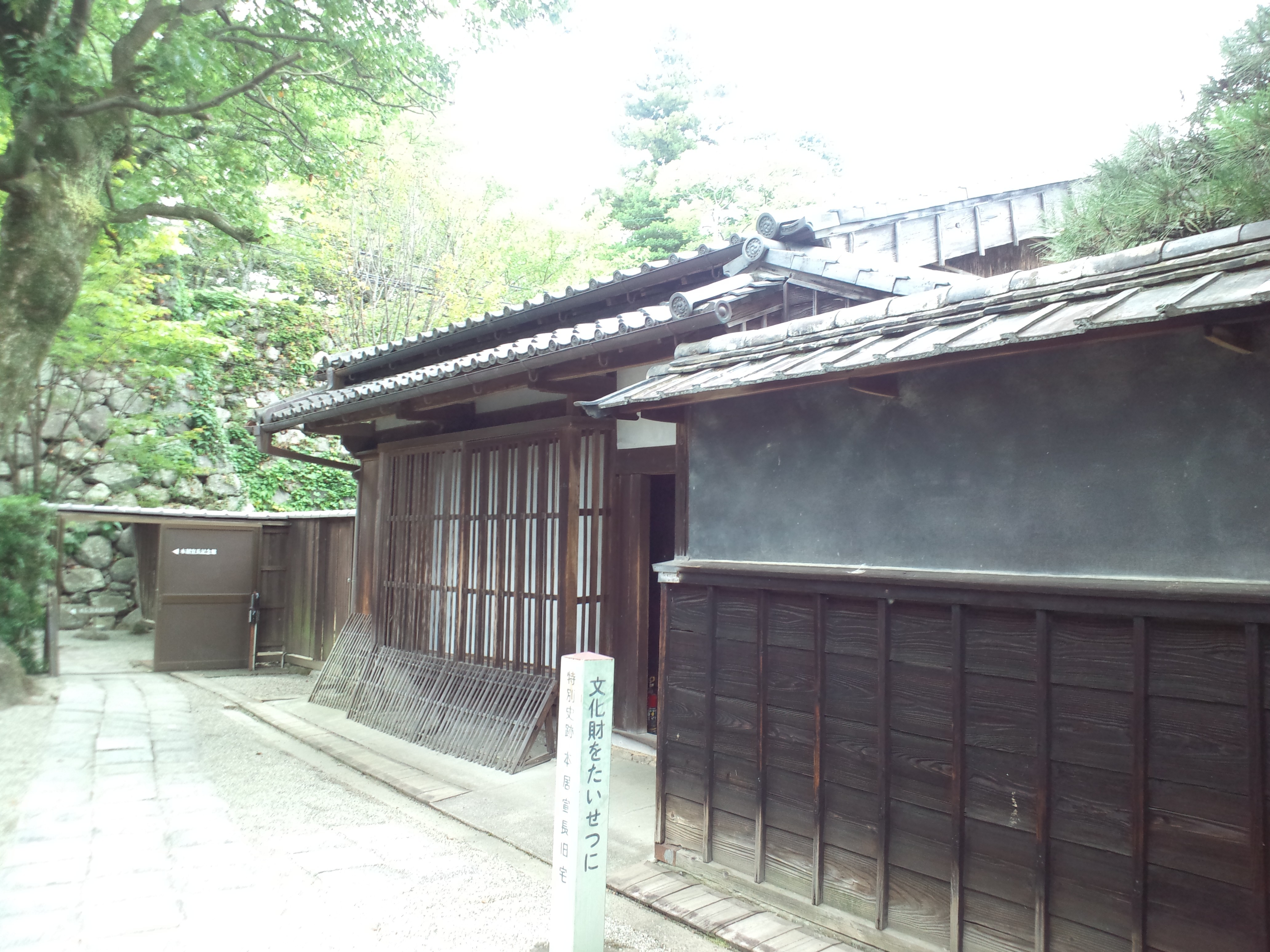
本居宣長旧宅外観

### 名所・旧跡
- 松坂城跡 - 国史跡。春は梅、桜、藤の名所となる。秋には紅葉の名所となる。
- 伊勢参宮街道
- 鈴屋(本居宣長旧宅) - 国指定特別史跡。現在は、松阪城跡の側に移築されている。
- 本居宣長記念館及び本居宣長ノ宮
- 御城番屋敷（重要文化財） - 紀州藩松坂領において、松坂城の警護にあたる徳川ゆかりの紀州藩士の住居。松坂城の旧三の丸エリアにある。付近には紀州藩祖徳川頼宣を祀る南龍神社や、三重県指定有形文化財の松坂城の「土蔵」がある。
- 殿町(旧同心町) - 紀州藩松阪領の町奉行所などに勤める「同心」とよばれた武士達が住んでいた一角。生垣が美しく刈り込まれた静かな佇まいとともに、当時の家屋が何軒か残っている。
- 松阪市立歴史民俗資料館 - 国登録有形文化財。1階には蒲生氏郷や伊勢参宮街道ゆかりの展示があり、2階には小津安二郎松阪記念館がある。元々は皇太子時代の大正天皇が松阪公園へ行啓したことを記念して建設された飯南郡図書館。
- 三井家発祥地 - 市指定史跡
- 旧小津清左衛門家（旧称：松阪商人の館） - 市指定史跡。江戸期の豪商の屋敷。
- 旧長谷川治郎兵衛邸 - 国指定重要文化財。江戸期の豪商の屋敷。かつて紀州藩勢州奉行所があった庭園が見どころ。
- 原田二郎旧宅 - 市指定有形文化財。もとは紀州藩士の屋敷。
- 本居宣長旧宅跡地 - 鈴屋は松坂城跡隣に移築されているため、今は長男の春庭宅と土蔵が残されている。
- 見庵（旧小泉家住宅主屋） - 紀州藩御目見医師で、本居宣長と親交があった小泉家の住宅跡。宣長に関する展示などがある。
- 新上屋跡 - 本居宣長と賀茂真淵が出会った「松坂の一夜」の舞台となった旅宿跡。
- 松浦武四郎記念館
- 松浦武四郎生誕地
- 平家六代の墓 - 平清盛のひ孫であり、平家嫡流最後の人物である六代（平高清と呼ばれることもある）の墓。壇ノ浦の戦い（源平合戦）後、出家して妙覚と名乗り、日川の里に隠れすんだという落人伝説が残る。
- 瑞巌寺庭園 - 松阪市指定文化財。
- 宝塚古墳 - 国の史跡。
- 阿坂城跡（国の史跡） - 伊勢国司三代目・北畠満雅が築城。別名は白米城。
- 大河内城跡（県指定史跡）- 伊勢国司の北畠具教・具房親子が、織田信長や滝川一益と戦った「大河内合戦」の舞台
- 松ヶ島城跡（県指定史跡）
- 朝見遺跡 - 平安時代の遺跡[25]。
- 中坪遺跡 - 奈良時代から室町時代の遺跡[26]。
- ちとせの森（本居宣長奥墓）- 国指定史跡。奥墓周辺には山桜の森が広がる。
- 射和・中万の町並み - 竹川家や国分家など、かつての豪商の家が数多く残存。
- 珍布峠（めずらしとうげ） - 江戸時代に松坂と紀州を繋いだ旧和歌山街道にある

### 神社仏閣など
- 松阪神社 - 平安時代以前の創立。松坂城築城以前は「意悲神社」（おいじんじゃ）と呼ばれていた。
- 愛宕山龍泉寺 - 寺伝では、聖武天皇が行基に勅し、現在の松阪市嬉野町滝之川に一宇を建立されたのが始まりとされる。三門は松ヶ島城裏門を移築したものとも言われるが確証は無い。
- 岡寺山継松寺 - 天平15年に聖武天皇の勅願により行基菩薩が建てた日本最初の厄除観音。3月の初午大祭では大きく賑わう。
- 樹敬寺 - 本居宣長の墓が国の史跡。宣長の長男春庭と妻壱岐の墓、先祖の歴代小津家の墓もある。
- 来迎寺 - 三井家の菩提寺。事業成功のご利益があるとされる。
- 機殿神社 - 伊勢神宮内宮の所管社であり、2社から成る。毎年5月と10月に伊勢神宮の神御衣祭にお供えする御衣奉織を行う。
  - 神麻続機殿神社（かんおみはたどのじんじゃ）- 荒妙あらたえ（麻）を織り奉る。地元呼称は「上機殿かみはたでん」。
  - 神服織機殿神社（かんはとりはたどのじんじゃ）- 和妙にぎたえ（絹）を織り奉る。地元呼称は「下機殿しもはたでん」。
- 朝田寺 - 平安初期にに開創。本尊は国の重要文化財。春には牡丹の名所となる。
- 伊勢山上飯福田寺 - 文武天皇の時代に開創
- 大石不動院 - 弘法大師が造ったとされる不動明王像がある
- 泰運寺 - 春には桜とシャクナゲが咲き、秋には紅葉の名所となる。八角銅鐘は県の有形文化財
- 花岡神社 - 元伊勢「飯野高宮」の伝承地の一つ
- 牛場神社 - 元伊勢「飯野高宮」の伝承地の一つ
- 飯野高宮神山神社 - 元伊勢「飯野高宮」の伝承地の一つ

### 観光スポット
- 名松線（めいしょうせん）沿線 - 松阪駅と伊勢奥津駅を結ぶローカル鉄道。車窓からは四季折々の風景が楽しめる。名称は、もともとは名張駅と松阪駅を繋ぐ予定であったことに由来。幾度もあった廃線の危機から蘇った歴史を持つことから、奇跡のローカル線とも称される。三重県立白山高等学校が「胸きゅん」ポスターで魅力をPR中
- 松阪木綿手織りセンター - 松坂三井越後屋の跡地。松阪もめんで作られたアパレル商品や小物が購入可能。
- 松阪市文化財センター - 1923年（大正12年）築の旧鐘渕紡績松阪支店の原綿製品倉庫
- はにわ館
- うきさとむら
- 松燈庵 - 松阪城跡や御城版屋敷近くにある食事処
- 割烹旅館・八千代 - 大広間などは国の登録有形文化財
- みえこどもの城
- 河津桜ロード - 笠松町にある河津桜の名所
- 小津安二郎青春館 - 令和2年に閉館、松阪市立歴史民俗資料館の2階の展示に移転
- 小津安二郎資料室 - 宮前尋常高等小学校に代用教師として赴任していた際のゆかりの品を展示
- 深緑茶房
- 深野棚田のだんだん畑 - 室町時代中期から江戸時代初期にかけて開拓されたと言われる石積みの棚田
- 香肌峡（かはだきょう）
- 蓮ダム（はちすダム） - 香肌峡の奥にある大型ダム。展望台もある。春には桜の名所となる。

### 体験
- 松阪木綿手織りセンター - 松阪もめんを使った機織り体験が可能。
- 八幡屋（松阪もめんきもの観光レンタルセンター） - 松阪もめんの着物・浴衣のレンタル着用が可能。
- 伊勢山上飯福田寺 - 大峯山登りを伴う修験道の修行が可能。寺の敷地内には体験宿泊施設「伊勢山上・行者の宿」があり、写経体験・薪割り体験・豆（大豆）ごはんづくり体験なども可能。
- 岡寺山継松寺- 写経や書道の体験ができる。

### レジャー
- 赤目一志峡県立自然公園
- 道の駅飯高駅
- 香肌峡温泉いいたかの湯
- 松阪農業公園ベルファーム - イングリッシュガーデン。春夏秋冬毎に様々な花が咲き誇る。
- ウエストパーク松阪 - 冬から春にかけてはイチゴ狩りが可能。
- 松名瀬海水浴場 - 近くにフィッシングパークもある
- 松阪競輪場
- 松阪森林公園
- 松阪わんわんパラダイス　森のホテル　スメール - 愛犬と宿泊可能な温泉リゾートホテル
- エバーグレイズ香肌峡（公営の「リバーサイド茶倉」を事業賃貸に改め2024年にオープン）[27]
- 高須町公園オートキャンプ場
- 松阪市中部台運動公園 - 通称「くろすけ」と呼ばれる蒸気機関車（SL）のC5851が保存公開されている。
- 松ヶ崎公園
- 相津峠

### ハイキング
- 枡形山
- 観音岳
- 堀坂山
- 髭山
- 白猪山
- 烏岳
- 局ヶ岳
- 三峰山
- 高見山

### 祭り
初午まつり（３月）、松阪祇園まつり（７月）、氏郷まつり（１１月）が三大祭り。他にも様々な祭りが行われている。
- 粥だめし火だめし （1月14日、阿射加神社）
- 愛宕市 （1月24日、愛宕山竜泉寺）
- 星まつり （2月節分、善福寺）
- よいよい神事 （2月11日、和屋町・立田町・朝田町） （2月15日、大乗寺）
- 初午大祭（3月最初の午の日、岡寺）
- 宣長まつり（4月上旬の日曜日）
- 奥香肌湖春まつり （4月上旬の日曜日）
- 伊勢山上山開き （4月の日曜日、飯福田寺）
- 神御衣奉織始祭 （5月1日・10月1日、神麻績機殿・神服織機殿）
- 神御衣奉織鎮謝祭 （5月13日・10月13日、神麻績機殿・神服織機殿）
- 嬉野うきさと祭り （6月上旬の日曜、嬉野小原町）
- 古田重勝墓前祭 （6月16日、愛宕山竜泉寺）
- 堀坂大権現祭礼 （6月30日〜7月1日、堀坂山）
- 虫おくり （7月13日、和屋町）
- 湯たて神事/お湯神事（7月15日、御厨神社）
- 祇園まつり（7月中旬の土・日曜日、八雲神社・松阪神社・御厨神社、射和寺）
- 嬉野おおきん祭り （7月中旬の土曜、松阪市嬉野地域振興局）
- 愛宕山の火渡り （7月24日、愛宕山竜泉寺）
- 輪越し/夏越し （7月25日、松阪神社・御厨神社・八雲神社）
- 松阪みなとまつり（7月最終土曜、休止中）
- 四万六千日 （8月9日、岡寺山継松寺）
- かんこ踊り （8月13日〜16日、猟師町・松崎浦町・8月16日　西野町）
- 宮前盆踊り （8月13日、花岡神社）
- ふるさと川俣夢まつり （8月13日、川俣小学校）
- 香肌峡もり夏祭り （8月14日、飯高町森）
- はぜ夏祭り （8月15日、飯高林業総合センター）
- 朝田地蔵会式（地蔵盆） （8月23日、朝田寺）
- 八朔祭 （8月31日〜9月1日、大石不動院）
- 炎の祭典 （9月28日、来迎寺(白粉町)）
- 伊勢山上秋季大会式（閉山式） （10月、飯福田寺）
- 宮前Festival（10月最終または11月第1日曜、飯高駅芝生広場）
- 氏郷まつり（11月3日）
- 本居宣長墓前祭 （11月5日、妙楽寺）
- 飯南ふれあい祭 （11月中旬の土・日）
- ふるさと川俣いも祭り （11月23日、川俣小学校）

### かつて存在した娯楽
- 相生座（本町） - 江戸時代の「松坂芝居（小屋）」が前身。後に「松阪座（松阪劇場）」と呼ばれる。
- 神楽座（愛宕町） - 小津安二郎が少年時代に熱心に通ったことで有名。
- 明治座（中町）- 明治36年発行の「松坂案内記」（櫻井祐吉）にて存在が確認できるが詳細不明。
- 新笑座（新町）- 寄席。明治36年発行の「松坂案内記」（櫻井祐吉）にて存在が確認できるが詳細不明。
- 巴座（日野町）

## 出身者とゆかりの有名人

### 武士関係者
- 蒲生氏郷 - 戦国武将。松坂城を築城し「松阪開府の祖」と称される。
- 藤堂高吉 - 藤堂高虎の養子。現在の松阪市東部や明和町あたりが所領。のちに名張に移り、名張藤堂家の祖となる。
- 福井文右衛門 - 名張藤堂家伊勢領の初代代官。名張藤堂家に代わって松阪市東部や明和町あたりを統治。神服織機殿神社の境内に水路を通し、領民の生活を救った。代官所跡地は現在の松阪市保津町内にある。

### 政治家
- 田村憲久 - 自民党衆議院議員。厚生労働大臣。松阪高等学校卒業。田村元の甥。
- 田村元 - 衆議院議長。通産大臣。労働大臣。運輸大臣。自民党最高顧問。運輸大臣時代は成田国際空港開港に向けて地域住民との調整などに尽力。
- 田村秢 - 衆議院議員。翼賛政治会、大日本政治会、日本進歩党に所属。田村元の父。
- 中川正春 - 立憲民主党衆議院議員。文部科学大臣。
- 坂口力 - 公明党衆議院議員。厚生労働大臣。三重県立松阪北高校卒業。
- 野呂昭彦 - 衆議院議員。松阪市長を経て三重県知事。
- 野呂恭一 - 衆議院議員。厚生大臣。野呂昭彦の父。
- 濱口誠 - 国民民主党参議院議員。自動車総連特別中央執行委員。
- 森本哲生 - 民主党衆議院議員・三重県議会議員。
- 梅川文男 - 第6代松阪市長。田村元とは先輩・後輩関係。
- 山中光茂 - 松阪市長・三重県議会議員。松下政経塾出身。医師。
- 佃安之丞 - 大正時代の衆議院議員。伊勢国飯野郡機殿村出身。三重県医師会長や大日本医師会理事などを歴任。
- 堀木鎌三 - 参議院議員。第一次岸信介改造内閣の厚生大臣。松阪市中万の豪商・堀木家が生家。

### 官僚
- 東畑四郎 - 一志郡出身。農林水産事務次官。

### 経済人
- 三井高利 - 江戸時代の豪商。越後屋から始まった三井グループの始祖。
- 角屋七郎次郎 - 代々この名を名乗った商人。2代目から10代目まで松阪に住んだ[28]。
- 角屋七郎兵衛 - 江戸時代の朱印船貿易家。現在のベトナムとの貿易に尽力。鎖国令で帰れずホイアンで日本人街の長となった。
- 鎌田又八 - 江戸時代に剛力無双を誇った商人
- 勝間田清左衛門 - 一大観光地である箱根の芦ノ湯を干拓。
- 大谷嘉兵衛 - 明治期の茶商。貴族院議員。
- 原田二郎 - 明治期の実業家。最初は大蔵省入省。横濱第七十四国立銀行（現・横浜銀行）頭取。
- 國分勘兵衛 - 国分グループ本社設立者・カルピス食品工業社長。
- 冨山与三兵衛 - 松坂商人の先駆者。天正13年（1585）に小田原で呉服商を開始。その後、江戸に移る。
- 竹口作兵衛勝義 - ちくま味噌の起源である乳熊屋作兵衛商店を深川永代橋に開業。赤穂浪士の大高源吾とは俳諧仲間。
- 竹川竹斎 - 当時鳥羽藩領だった伊勢国飯野郡射和村に射和文庫を開設。勝海舟の政治アドバイザー。
- 中川九左衛門 - 明治9年に伊勢暴動のきっかけとなってしまった嘆願書を提出。飯野郡魚見村の戸長。
- 川村貞次郎 - 三井物産の新規事業として三井造船（現三井E＆Sホールディングス）と三井船舶（現商船三井）を立ち上げ。その後、三井物産代表取締役。東黒部村出身。
- 奥田碩 - トヨタ自動車社長。日本経団連会長。三重県立松阪工業高校卒業。
- 村林聡 - 三菱UFJリサーチ&コンサルティング社長、ディーカレット会長。
- 安保正敏 - 三重交通社長、東海テレビ放送社長。
- 井村二郎 - 井村屋グループ創業者。
- 石原恒和 - ゲームプロデューサー、ゲームクリエイター。株式会社ポケモン代表取締役社長・CEO。母親が松阪市出身。
- 鈴木修司 - BEAMS JAPAN ディレクター。
- 岩城 稜 - ファッションデザイナー。

### 学者・文化人
- 石原壮一郎 - コラムニスト。扶桑社刊「大人シリーズ」など。
- 本居宣長 - 江戸時代の国学者。『古事記』の詳細な註釈書『古事記伝』の著者。『源氏物語玉の小櫛』では『源氏物語』の本質は「もののあはれ」と提唱。
- 本居春庭 - 江戸時代の国学者。『詞八衢』『詞通路』の著者。
- 星合八碩 - 江戸時代の囲碁棋士
- 植村政勝 - 江戸時代の本草学者・隠密。
- 奥田三角 - 江戸時代の儒学者。
- 宇田荻邨 - 日本画家。
- 大辻隆弘 - 歌人。
- 松本駝堂 - 江戸時代の本草学者・外科医。
- 大淀三千風 - 江戸時代の俳人。射和村の豪商出身。
- 曾我蕭白 - 江戸時代の絵師。朝田寺への滞在時に多くの作品を残した。
- 丹羽正伯 - 江戸時代の本草学者。
- 森壺仙　- 江戸時代の商人であり『宝暦咄し』の著者。犬が伊勢参りをしたエピソードなどを記す。
- 丹羽保次郎 - NE式写真電送装置の開発者。東京電機大学初代学長。
- 松浦武四郎 - 幕末から明治にかけての探検家。北海道の名付け親。
- 岩橋教章 - 幕末・明治の地図制作者、洋画家、版画家。
- 世古格太郎 - 幕末勤王家。酒造業の豪商出身。明治5年（1872年）の「壬申検査」にて、松坂城などの撮影を実施。
- 小津安二郎 - 世界的な映画監督。青春時代を松阪で過ごす。三重県飯南郡宮前尋常高等小学校の代用教員も経験。
- 梶井基次郎 - 小説家。松阪を舞台にした小説『城のある町にて』を執筆。
- 佐佐木信綱 - 歌人・国文学者。第1回文化勲章受章者。幼少の一時期を松阪で過ごす。
- 堀木克三 - 大正期の文芸評論家。射和村出身。太宰治の『人間失格』に登場する「堀木」のモデルとする説がある。
- 東畑精一 - 経済学者・農学者。
- 近藤隆夫 - スポーツライター[29]。
- 根来龍之 - 経営情報学者。垣鼻町出身。
- 東谷穎人 - スペイン文学研究者。神戸市外国語大学学長。
- 牧戸太郎 - 作曲家・編曲家[30]。
- 矢野眞和 - 教育学者・工学者。
- 伊藤正臣 - 漫画家。
- 松本次郎 - 漫画家。『いちげき』など。
- 柚月純 - 漫画家。
- 柴田昌弘 - 漫画家。『紅い牙 ブルーソネット』など。
- まぁやん - 漫画家。玉城町出身、松阪市在住。『全力警察24時！』など。s
- 和田勉 - 演出家・映画監督。小学校中頃に鹿児島県鹿屋市へと転居。
- 伊藤潤一 - 書家。
- 藤原康博 - 美術家。

### マスコミ関係
- 田村真子 - TBSアナウンサー。政治家・田村憲久の長女。
- 嶋田光希 - 静岡朝日テレビアナウンサー。
- 林田晋一 - 放送作家・構成作家。

### 芸能関係
- あべ静江 - 女優・歌手。
- 田端義夫 - 歌手。
- 西野カナ - 歌手。
- 野田愛実 - 歌手・ミュージシャン。
- 上原香代子 - 歌手、ダンサー。
- 宇都美慶子 - シンガーソングライター。
- 梅田悠 - 女優・元SDN48。
- 出口陽 - 歌手・元SKE48。
- 山本亜依 - 女優・元AKB48。
- 山本由香（神谷由香） - 元SKE48。
- 小久保アリサ - アイドル・BSJプロジェクト総監督
- 桂文我 - 落語家。
- 笑福亭生喬 - 落語家。
- 岸尾だいすけ - 声優。
- 沢本忠雄 - 俳優。
- 松本華奈 - 女優・声優。
- 村田奈津実 - タレント。
- 山口みのり - MC・ナレーター。
- 赤飯 - バンド「オメでたい頭でなにより」のボーカル。
- りかりこ - 双子モデル・クリエイター。
- ゆめちん（石倉侑芽）- 元cancam読者モデル・インフルエンサー。
- 金谷みひろ　- モデル・女優。
- でか美ちゃん - 歌手・タレント。
- 足立悠佑 - 俳優。
- 川島海荷 - 女優。2022年7月の 月刊旅色 で松阪市をナビゲート。
- 重盛さとみ - タレント。母親が松阪市出身。
- 曾我廼家十郎 - 明治〜大正期の喜劇俳優。
- 嵐翔真 - MEN'S NON-NOモデル。松阪市出身の元横綱・三重ノ海の孫。
- おたまじゃくし中西 - お笑い芸人。
- ミカヅキ上田 - お笑い芸人。
- 小阪浩己 - お笑い芸人。コンビ名はスカイサーキット。
- 永井"ホトケ"隆 - 歌手、ギタリスト

### スポーツ選手

#### サッカー
- 飛弾暁 - 元プロサッカー選手(川崎フロンターレなど)
- 船谷圭祐 - 元プロサッカー選手(ジュビロ磐田など)
- 水本裕貴 - 元プロサッカー選手（ジェフユナイテッド千葉など）。元日本代表。三重高校卒業。
- 長疾風 - サッカー選手（鹿島アントラーズユーストップチーム（2種））

#### 野球
- 岡林勇希 - プロ野球選手（中日ドラゴンズ所属）
- 加藤匠馬 - プロ野球選手（中日ドラゴンズ→千葉ロッテマリーンズ→中日ドラゴンズ所属）
- 西尾歩真 - プロ野球選手（福岡ソフトバンクホークス所属）
- 村田怜音 - プロ野球選手（埼玉西武ライオンズ所属）
- 中西親志 - 元プロ野球選手（東京ヤクルトスワローズ）
- 岡林飛翔 - 元プロ野球選手（広島東洋カープ）
- 清水昭信 - 元プロ野球選手（中日ドラゴンズ）
- 滝野要 - 元プロ野球選手（中日ドラゴンズ）
- 古木克明 - 元プロ野球選手（横浜ベイスターズ→オリックス・バファローズ）・元総合格闘家。
- 水谷新太郎 - 元プロ野球選手（東京ヤクルトスワローズ）

#### 相撲
- 徳真鵬元久 - 元十両力士。
- 三重ノ海剛司 - 元第57代横綱・元武蔵川親方→相撲博物館館長。
- 燁司大 - 元幕内力士・元二十山→若藤親方。

#### レスリング
- 斎藤育造 - レスリング選手。ロサンゼルスオリンピックグレコローマン48kg級銅メダル。
- 土性沙羅 - レスリング選手。リオデジャネイロオリンピック69kg級金メダル。

#### 競艇
- 井口佳典 - 競艇選手。
- 新田雄史 - 競艇選手。

#### その他のスポーツ
- 大矢英俊 - 卓球選手。
- 海田和裕 - 競輪選手。
- 神谷英慶 - プロレスラー。大日本プロレス所属[31]。
- 玉井希絵 - 女子ラグビー選手。
- 西山雄介 - 陸上競技選手。
- 上山紘輝 - 陸上競技選手。パリオリンピック日本代表。
- 川端魁人 - 陸上競技選手。
- 宮本芽依 - キックボクサー。
- KANA - キックボクサー。初代K1 WORLD GP 女子フライ級王者。
- 鈴木麻綾 - 女子プロゴルファー
- 井本大雅 - F1ドライバー

### その他
- 多賀敏行 - 外交官。駐ラトビア特命全権大使。
- 中村元 - 水族館プロデューサー。
- 花柳劇団 - 大衆演劇を行う劇団。関西大衆演劇親交会所属。
- 上田音市- 大正時代における全国水平社創立の中心メンバーの一人。

## 松阪市にある学校の甲子園出場
全国高等学校野球選手権大会に市内の高校が出場した実績は以下の通り。
松阪商業（1958・1959）、三重高校（1966・1968・1969・1973・1975・1976・1992・1995・2006・2009・2013・2014・2021・2022）、松阪高校（2012）・

## 松阪市が舞台の作品・ゆかりの作品

### 小説
- 佐佐木信綱『松坂の一夜』 - 本居宣長が、伊勢参拝の折りに松坂を訪れた賀茂真淵を旅宿「新上屋」に訪ね、直接教えを乞うた出来事を記す。戦前の『小学国語読本　十一巻』に掲載されていた。佐佐木による『賀茂真淵と本居宣長』 (1935年)に収録されている。
- 梶井基次郎『城のある町にて』 - 大正時代に執筆された短編小説。梶井基次郎が幼い異母妹の死を看取った後の不安定な感情や悲しみを癒すために訪れた、姉夫婦一家の住む松阪町での実体験を題材にした私小説的作品。松坂城周辺の様子が作中に登場。
- 十返舎一九『東海道中膝栗毛』 - 江戸時代のベストセラー。伊勢詣を思い立った江戸在住の弥次郎兵衛と喜多八の二人が東海道を旅行するストーリー。シリーズの五編において、主人公たちが松阪の宿を出発し、おかん茶屋とおもん茶屋がある櫛田村を通り、祓川を渡って斎宮村から明野に入るシーンがある。
- 開高健『新しい天体』 - 「相対的景気調査官」なる役職に就いた主人公が、北海道から鹿児島県まで日本全国を巡り、予算消化のためにただひたすら食べまくるというストーリーである[32][33]。この中に和田金が登場し、主人公は和田金を絶賛するが、松阪市については「いくらか静かな、凡庸で、とりとめのない市」、「この市には顔がない」と評している[34]。
- 石川真介『愛と憎しみの伊勢志摩殺人ライン』松阪駅、駅弁あら竹
- 石川真介『謀略と欲望の伊勢志摩妖鬼』松阪駅、駅弁あら竹

### 旅行記
- 北村季吟『伊勢紀行』 - 松尾芭蕉の師匠でもある季吟が伊勢神宮参拝前の約1ヶ月を松坂で過ごした際の滞在期。江戸時代前期における松坂の町について記した最古の記録といわれる。

### ドラマ
- TBS日曜劇場『下克上球児』- 鈴木亮平主演。深野の沈下橋、深野だんだん田、棚田公園、福信院、御城番屋敷、松阪神社、松阪祇園まつりなどが登場。
- 『高校生レストラン』 - 松岡昌宏主演。中村川に架かる橋などが登場。
- 『斎王の葬列』 - 浅見光彦シリーズ。沢村一樹主演。松阪城跡、和田金、松ヶ島城跡などが登場。
- NHK『永遠のニシパ 北海道と名付けた男 松浦武四郎』 - 松本潤主演、深田恭子出演。
- 『仮面ライダーストロンガー』 - 24話にて1974年に東京～松阪間で就航していた「フジフェリー」が登場。
- 『こんなところで裏切り飯 〜嵐を呼ぶ七人の役員』 - 主演は志田彩良と伊武雅刀。第8話「松阪で鶏焼き肉」で松阪市がロケ地。

### 映画
- 『きいろいゾウ』-　宮崎あおいと向井理の初共演作品。宇気郷地区での撮影が行われた。ムコとツマの家は松阪市柚原（ゆのはら）町がロケ地。
- 『るろうに剣心最終章 The Beginning』- 佐藤健主演。御城番屋敷でのワンシーン撮影が行われた。
- 『トラック野郎・突撃一番星』- 菅原文太主演。当時の三交百貨店と接続されていた松阪駅前が登場する。
- 『飢える魂』- 本居宣長記念館が登場。

### 漫画・アニメ
- 『こちら葛飾区亀有公園前派出所』-　両津勘吉の後輩キャラクターである法条正義の出身地が松阪市という設定。
- 『サザエさん』-　平成28年10月〜平成29年3月の期間、テレビアニメのオープニングに御城番屋敷を歩くサザエさんが登場。

### 音楽
- 乃木坂46 20thシングル「シンクロニシティ」- Type-Aの特典映像「旅する3人～最高のお土産を探して～松阪編」にて、乃木坂46メンバーの与田祐希・衛藤美彩・樋口日奈が伊勢神宮参拝後に「松阪まるよし」鎌田本店を訪れ、松阪牛を食している。
- AKB48 58thシングル「根も葉もRumor」Music VideoのDance Ver.に三重高校ダンス部“SERIOUS FLAVOR”（シルフレ）が出演。また、同曲のダンス振付を担当したのはシリフレの顧問教師である。
- 野田愛美 「サクラヒラリ」のMusic Videoにて、中部台公園などが登場。

### テレビ番組
- 『鶴瓶の家族に乾杯』-　ロケで松坂城跡や御城番屋敷が登場。
- 『ブラタモリ』-　ロケで伊勢街道沿いのスポットや和田金が登場。（2025年4月26日回）

### ゲーム
- 『刀剣乱舞』 - アイテムとして登場する「小雲雀（こひばり）」のモチーフは、織田信長から授かった蒲生氏郷の愛馬。

## ゆかりの場所(姉妹都市・提携都市を除く)

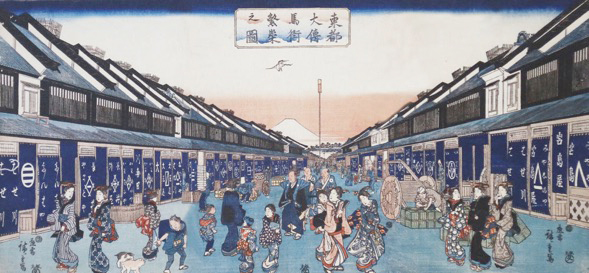
『東都大伝馬街繁栄の図』（歌川広重）。江戸日本橋に、ブルーの暖簾を掲げた松坂商人の呉服問屋が多数立ち並んで繁栄しているのがわかる。

- 東京都中央区日本橋 - 江戸時代に三井高利が呉服業の越後屋を開店。その後、両替店も開店。現代においても日本橋三越本店や、三井本館にその名残をとどめている。日本橋には他にも、国分グループや小津産業といった松坂商人がルーツとなった企業がある。
- 神奈川県箱根町芦ノ湯エリア - 温泉旅館である松坂屋本店には、江戸時代に本居宣長が宿泊・滞在。（現在も、宣長の号の一つである「芝蘭」の名を冠した荘が旅館の敷地にある。）松坂屋本店に隣接する東光庵薬師堂が文人墨客の交流の場として存在していたが、他の文人墨客と同様に宣長もそこを訪問したとされている。（時期は不明だが、宣長の師とされる賀茂真淵も訪問したとされている。）なお、芦ノ湯温泉は、1662年（寛文2年）に、松坂屋本店の祖であり、伊勢国松坂生まれの勝間田清左衛門（もとの名は大南半左衛門）が干拓したのが始まりである。
- ベトナム国ホイアン -  角屋七郎兵衛は現地に日本人町を建設。鎖国令後は日本への帰国ができず生涯をホイアンで過ごすが、わずかに来航する奉書船を通じて手紙のやり取りや物産送付を実施。彼がホイアンから送った縞模様の「柳条布」が松阪もめんのデザインに影響を与えていると言われている。また、現地の麺料理である「カオラウ」は、彼が持ち込んだ伊勢うどんがルーツと言われている。現地貴族の阮氏から妻を迎える。晩年は現地に松本寺を建立し、没後はそこに葬られた。